# 麗瑤邨
22°21′14.4″N 114°07′51.6″E / 22.354000°N 114.131000°E
麗瑤邨（英語：Lai Yiu Estate）是香港房屋委員會在葵青區的公共屋邨之一，位於新界葵青區荔景山，由香港房屋委員會發展，並由中國海外物業服務有限公司負責屋邨管理，佔地逾6.05公頃。
翠瑤苑（英語：Tsui Yiu Court）是香港房屋委員會在葵青區的居者有其屋屋苑之一，位於香港新界葵涌荔景山，在1981年落成，是香港早期落成的居屋屋苑之一，由巴馬丹拿建築及工程師有限公司設計，朱祥興建築有限公司承建，以穗禾苑的錯層式十字型設計作藍本，採用了3層共用一部電梯，以及以3個單位為一組共用一條樓梯的設計，目的是為了加強鄰里守望相助的精神以減低罪案的發生，而開放式大堂也加強了自然通風和採光，各翼不同高度令立面更具特色。
翠瑤苑鄰近華員邨及青山公路－葵涌段。屋苑為單幢式建築，大部份單位景觀開揚，中層以上向南的單位更可遠晀中環一帶及維港海景。
跟一般居屋不同，翠瑤苑所有單位均不用補地價，而且一律都可以在公開市場自由轉讓。

## 概要
麗瑤邨位於葵涌第11C區，建在下葵涌一處陡峭的山坡上，部份地皮曾作為石礦場。麗瑤邨鄰近青山公路－葵涌段，以附近的地名荔枝嶺和灰窰角命名。麗瑤邨是按前香港屋宇建設委員會的規格與標準興建，是首個獲得煤氣供應的公共屋邨。邨內原有3座22至24層高雙塔式大廈（樂瑤樓、富瑤樓、貴瑤樓）及1座12層高舊長型大廈（華瑤樓），華瑤樓是繼愛民邨嘉民樓和康民樓後，各單位均配備兩個梗房與浴缸的房委會公屋大廈，這4座在1976至1977年期間落成。麗瑤邨是荃灣新市鎮首條擁有雙塔式大廈的公共屋邨，大廈單位較舊式屋邨寬敞，很多住戶都願由舊型屋邨調遷至該邨，亦是黃大仙下邨首批重建樓宇居民的指定安置屋邨之一（另一條接收屋邨為禾輋邨），所以該邨對於減輕當時舊型屋邨的居住擠迫情況，佔有重要地位。

### 新加建樓宇

#### 榮瑤樓
1999年，房委會為求增加公屋供應，遂委托鍾華楠建築師事務所於本邨室內停車場對出的山邊位置設計及加建設計獨特的榮瑤樓，榮瑤樓外立面設計充滿不同顏色及裝飾，不同方向的單位有不同的樓宇高度，形成了大廈錯落有緻，所以天台花園分布於不同高度的位置；1-5樓為長者住屋，而6-20樓為小單位大廈配小量家庭式單位，主要安置區內的獨居長者，亦為葵涌邨2、3及4期重建主要接收資源。

#### 喜瑤樓
2016年，政府為增加房屋供應，遂委托Design 2公司所於麗瑤邨旁山坡地皮將興建樓高40層公屋大廈，提供819個單位，當時項目名稱為「葵涌麗祖路公共房屋發展項目」，預計可住人口約2020人。房屋署向城市規劃委員會申請略為放寬地積比率限制，由5倍變至6倍，以及建築物高度限制由160米增至165米。房屋署提交城規會的申請理據為，放寬地積比率及建築物高度限制作公營房屋發展，與政府增加房屋土地供應的政策相符，亦與附近的發展密度相約，與周邊環境互相協調，不會為附近居民帶來不良視覺影響。交通、環境、空氣流通、排水、排污及供水各方面，都不會有重大影響，擬議公屋為社區帶來規劃增益，且可於短期內落實，有助紓緩短期公營房屋需求。而擬議放寛地積比率及建築物高度限制幅度，實屬輕微，葵青區議會對此並無原則性反對。
發展用地還會提供綠化休憩設施、兒童及長者康樂設施、停車位等，最快2017年動工，2022年落成，此大廈亦令本邨樓宇增加至6座。擬議發展用地位於麗祖路和麗瑤街交界，位於富瑤樓以北，現為空置政府土地，面積約0.6公頃。身兼葵青區議會房屋事務委員會主席的黃耀聰指，擬議發展用地30年前曾擬興建社區會堂，因政策有別而騰空多年，現時種了不少樹。居民最擔心建屋會加重附近交通及社區實施負荷，造成不便。他引述房署在早前舉行的地區咨詢會上透露，當局會考慮研究興建行人天橋，連接擬議項目一帶屋邨至葵芳地鐵站。
2022年12月8日，房委會確立新建樓宇名為「喜瑤樓」（英語：Hei Yiu House）。

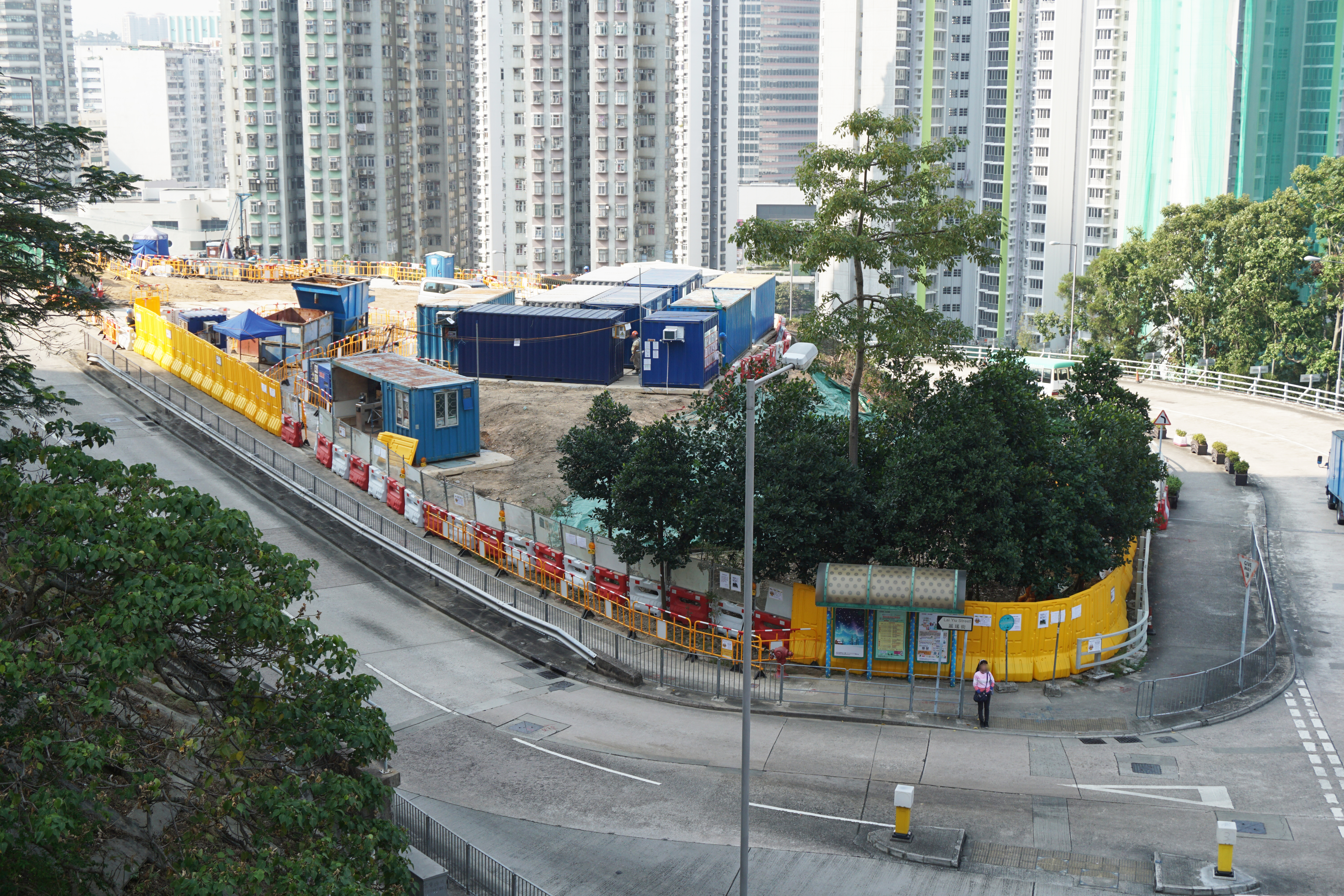
喜瑤樓前期工程（2017年12月）
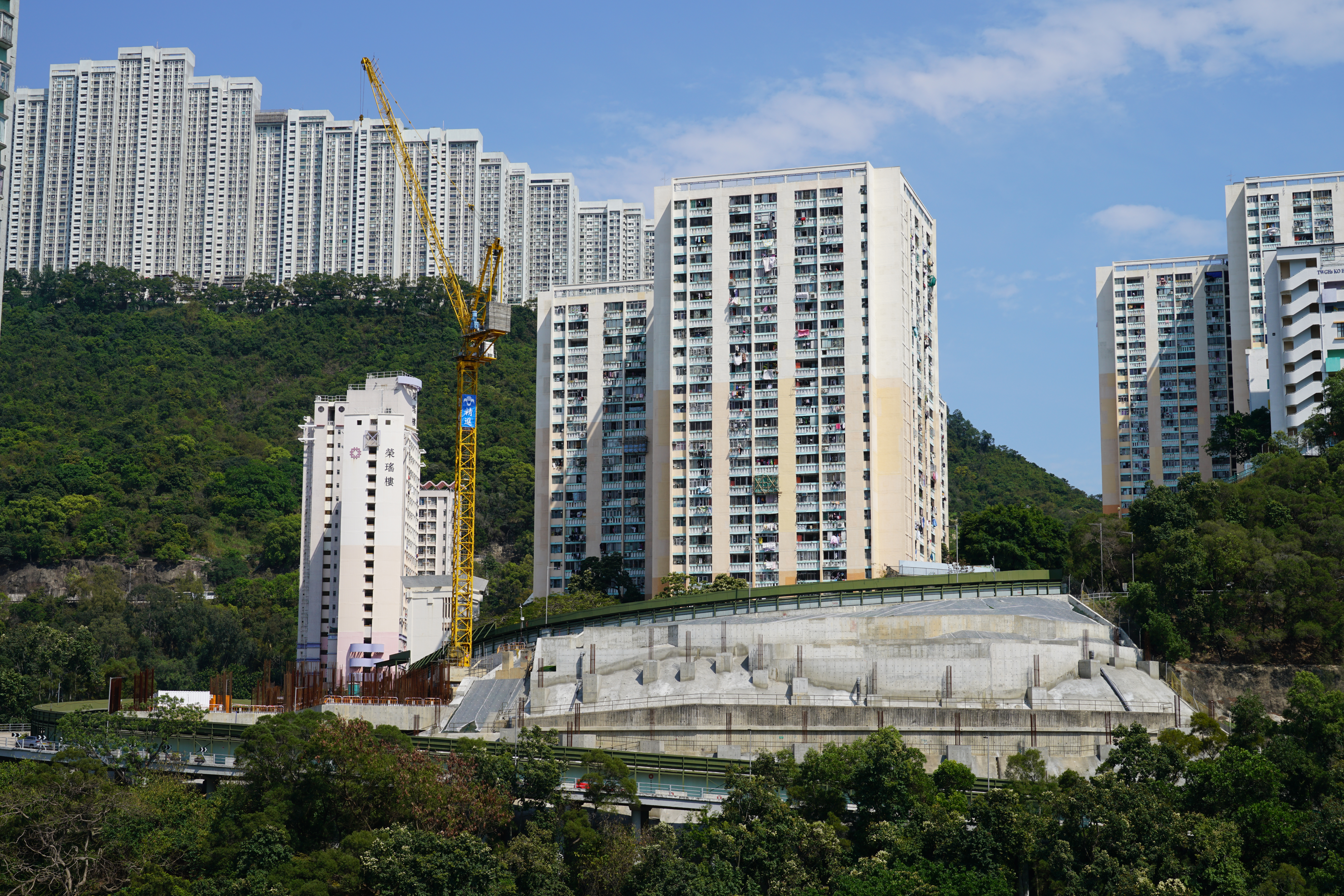
興建中之喜瑤樓地基（2020年4月）
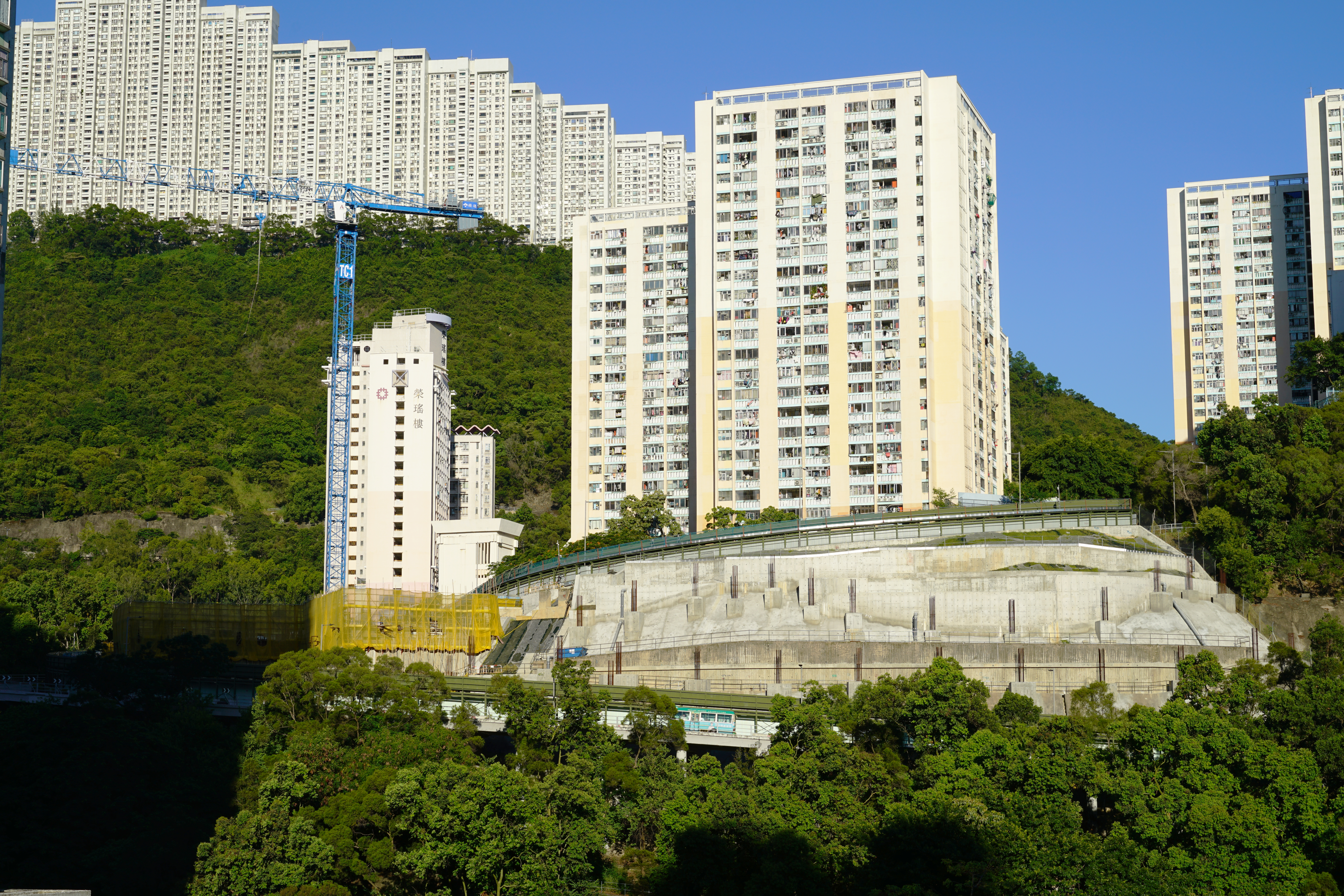
興建中之喜瑤樓地基（2020年7月）
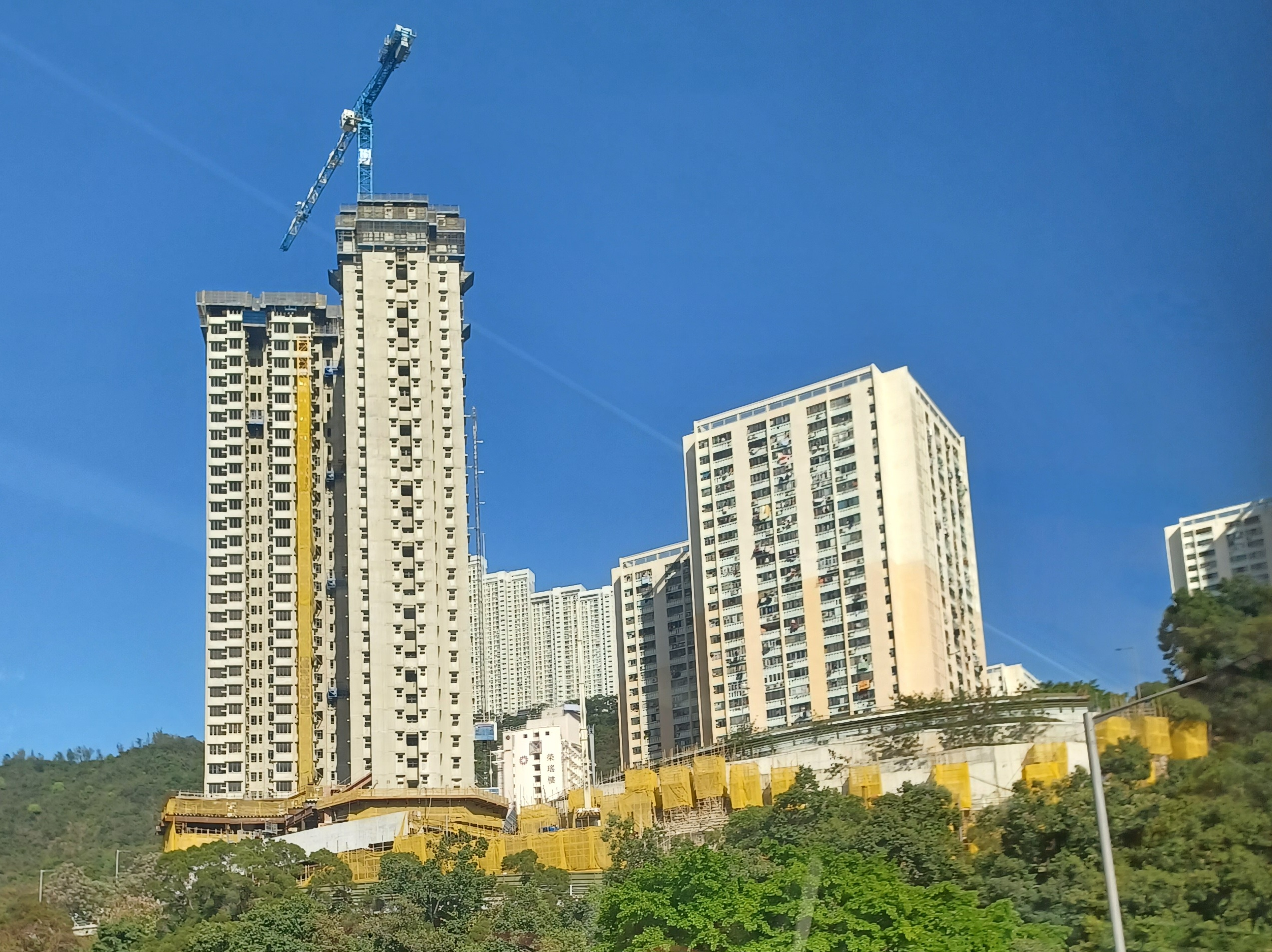
興建中之喜瑤樓地盤（2022年4月）
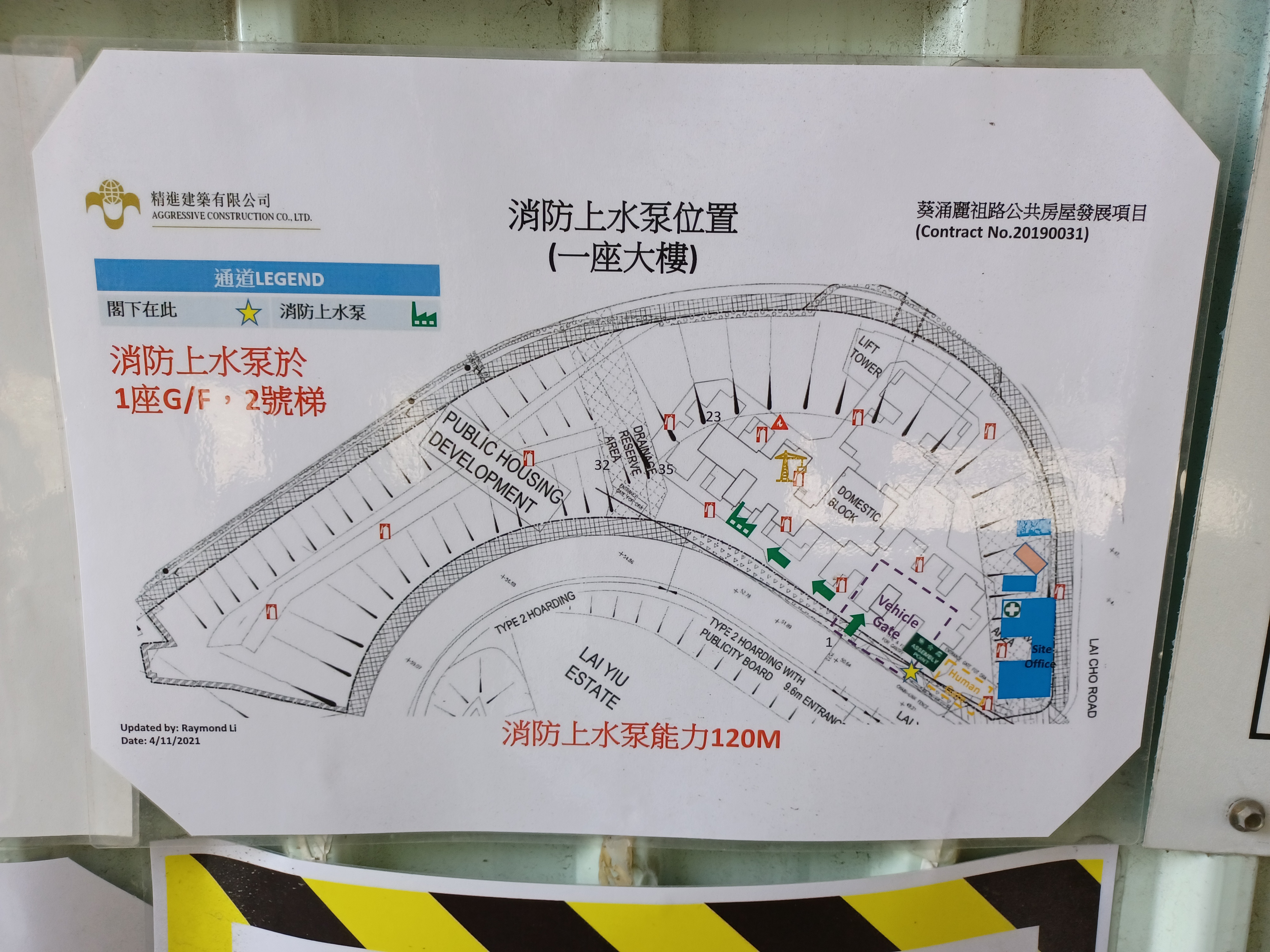
喜瑤樓消防上水泵位置圖。圖內附有此樓宇的樓宇類型，可見此樓宇是非標準設計大廈（T型）（2022年4月）
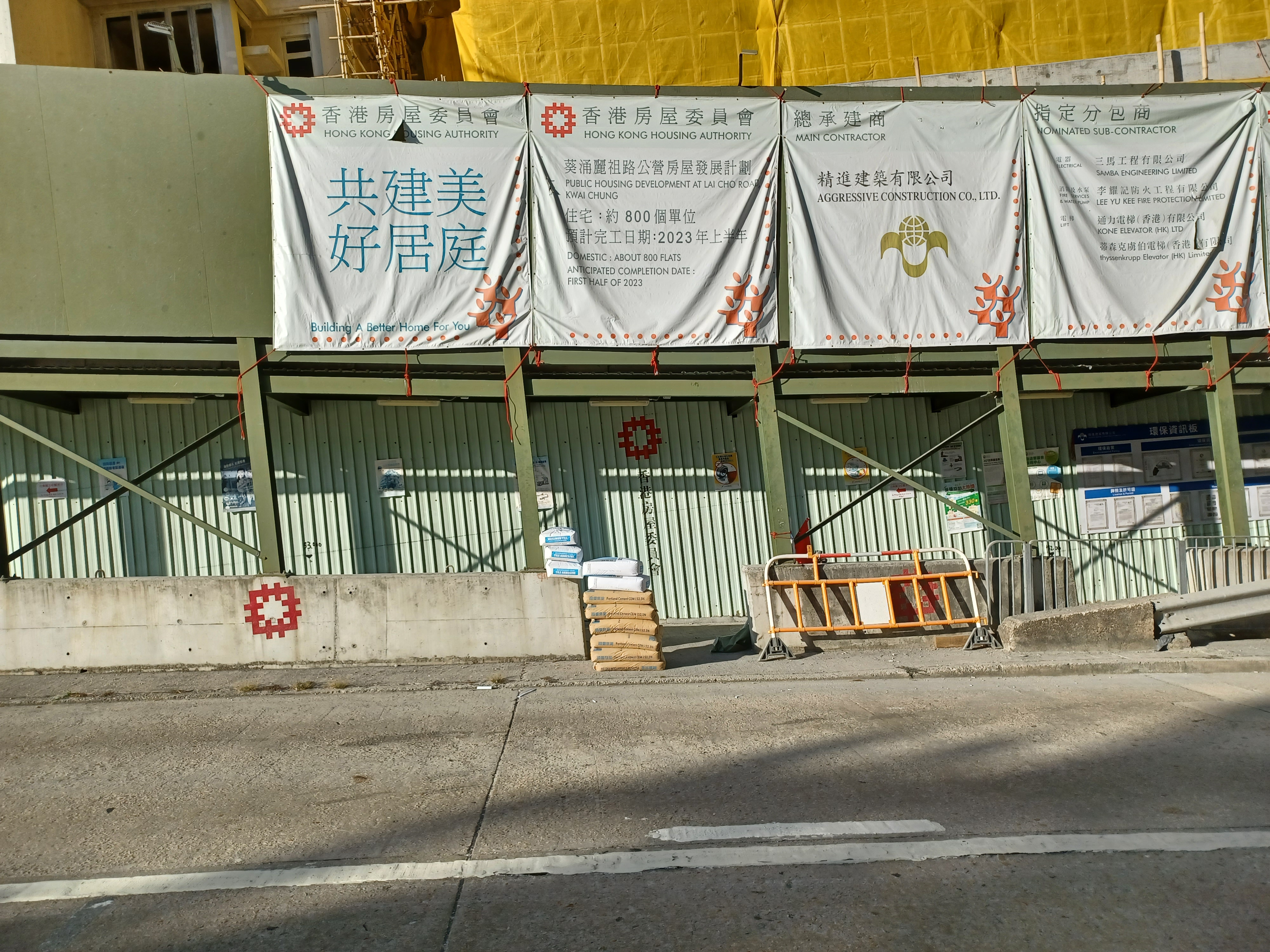
喜瑤樓地盤工程告示板的左半部（2021年11月）
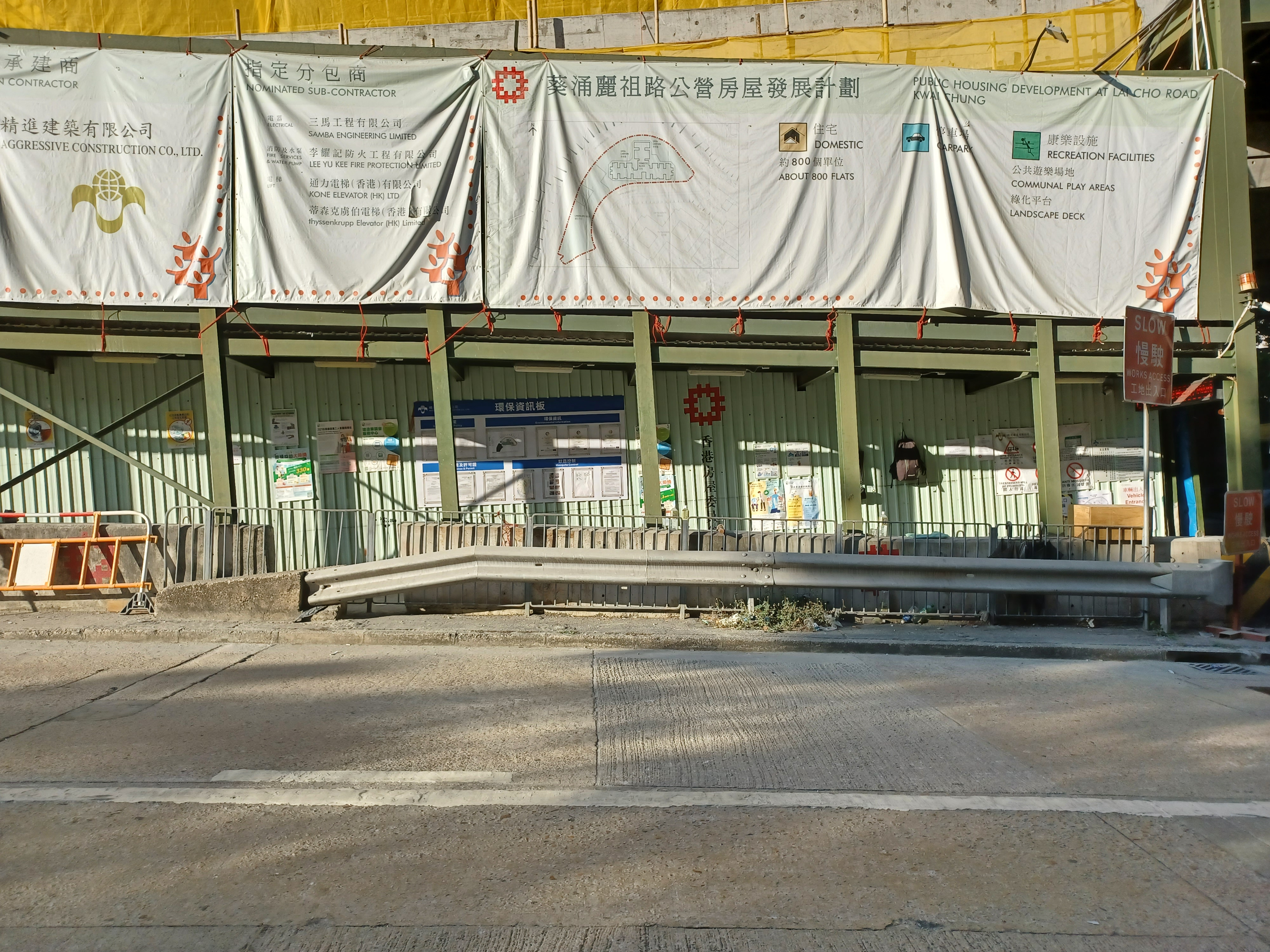
喜瑤樓地盤工程告示板的右半部。內附有此樓宇的樓宇類型，可見此樓宇是非標準設計大廈（T型）（2021年11月）

### 屋苑設施／對外交通

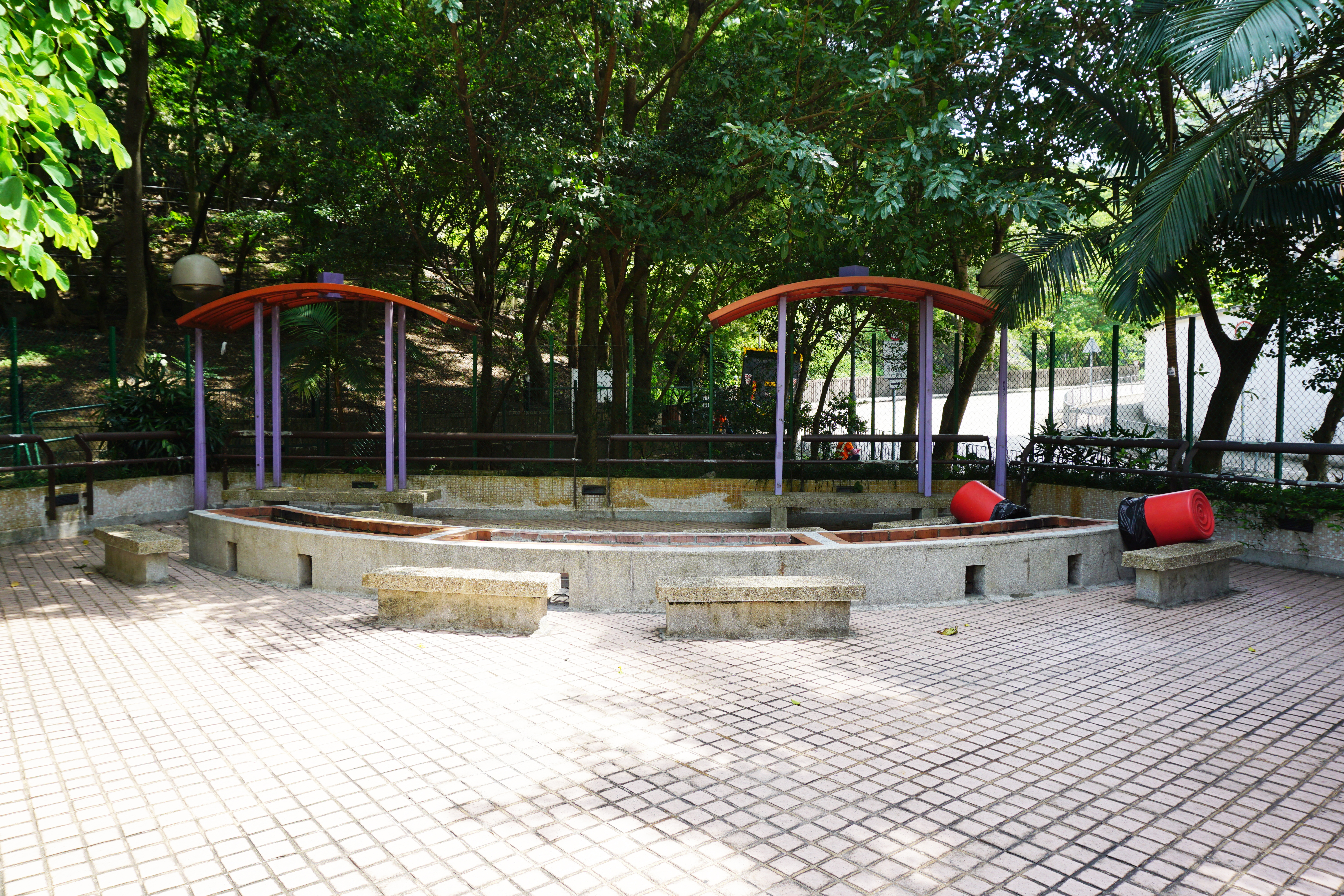
麗瑤邨燒烤場

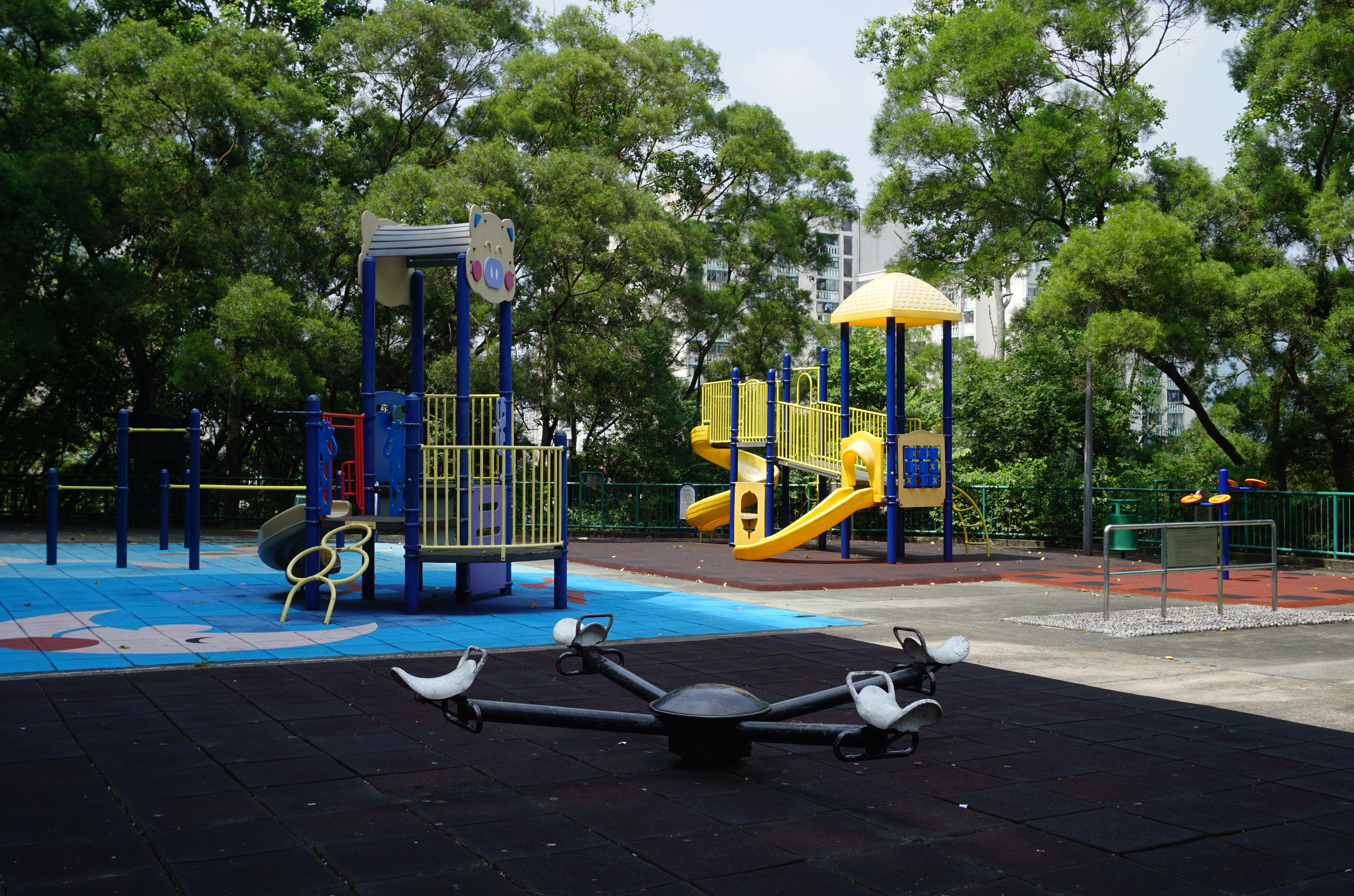
兒童遊樂場

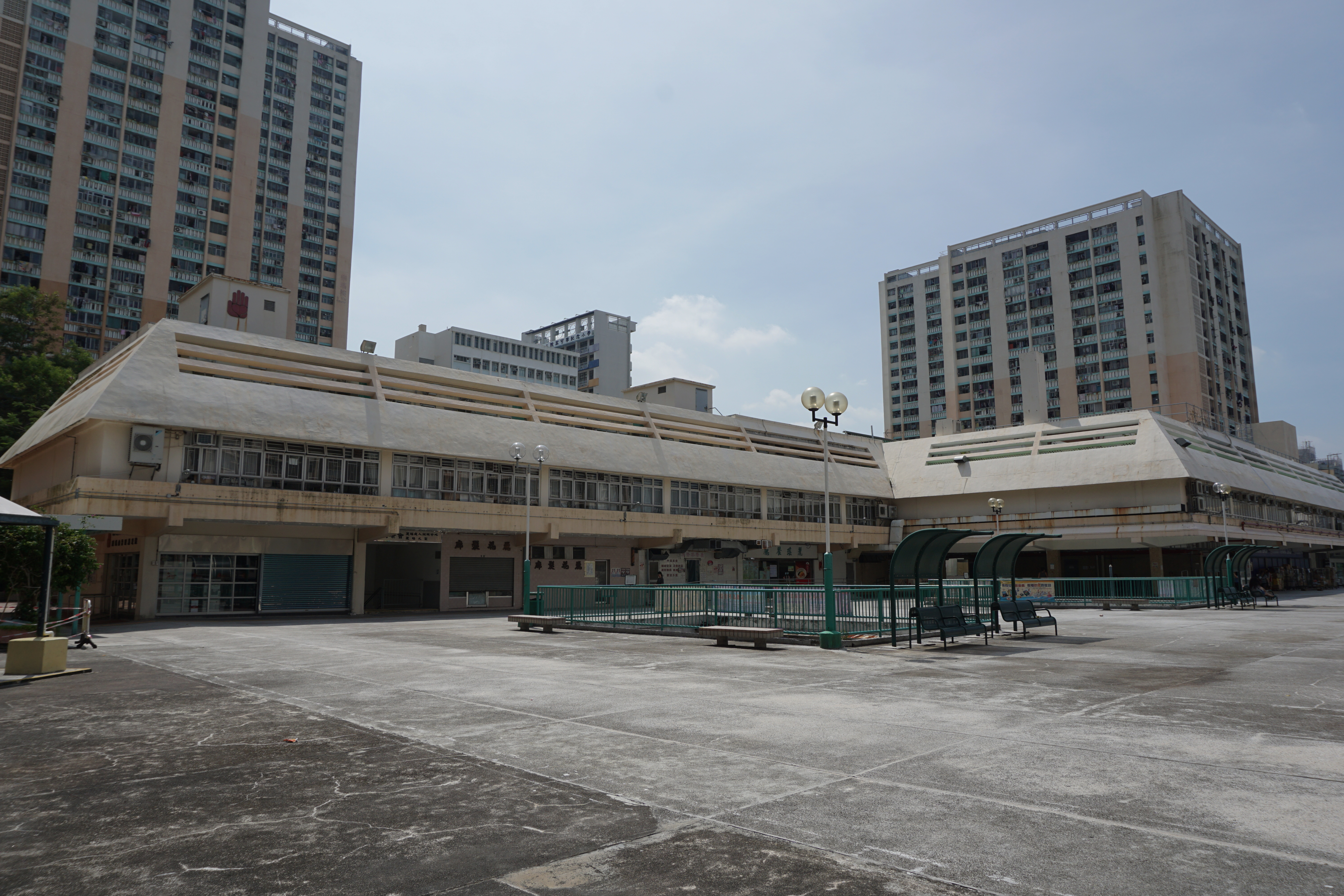
麗瑤商場

屋邨設施不多，現時只有一所中學（葵涌循道中學）、一所小學（東華三院高可寧紀念小學；將於2029年遷往將軍澳日出康城）、一所幼稚園（富瑤幼稚園）、一所家舍/宿舍（扶康會麗瑤成人訓練中心）、巴士總站；於2008年增設一間7-11、紅色小巴站（設在麗瑤街麗瑤商場側）、綠色小巴（包括46（循環線）往浩景臺／荔景站、90M往浩景臺／美孚新邨（美孚站）、47M往華景山莊／荔景站、91A往浩景臺／葵芳站（新都會廣場）、91往浩景臺／荃灣鹹田街、411往浩景臺／深水埗九江街）、麗瑤商場、室內停車場等。本邨榮瑤樓旁邊設有燒烤場，只供本邨居民租用，屬於全港唯一一個設有燒烤場的公共屋邨。至於其他設施多依賴山下的荔景及葵芳。
屋邨的位置隔涉，交通頗為不便，巴士總站雖有4條巴士線，但除前往天恆邨的路線265M（15-20分鐘一班車）外，其餘三條路線（30循環線往長沙灣／荃灣、45線往九龍城碼頭／土瓜灣、46線往佐敦道）的班次都是非常疏落（25-30分鐘一班車），而且這些路線也是葵青區班次疏落巴士路線之一。不過，由於本邨有較多長者居住，所以他們都會刻意等候巴士，因為可以享有2元乘車優惠。由於榮瑤樓附近有升降機塔及小徑（即新葵街）連接山腳的下葵涌村，居民為節省等車時間，選擇先沿這小徑（即新葵街）步行到葵芳，再在葵芳轉乘其他交通工具（如港鐵），因此步行漸變成居民出入的主要方法。此外，本邨鄰近青山公路－葵涌段，有多條巴士線途經，分別前往觀塘42C線／藍田38線、深水埗31B 線及油尖旺32線、35A線、36B線、上環至銅鑼灣936線、936A線、青衣42C線及上葵涌35A線、36B線各地，因此亦有不少居民選擇步行往鄰近的華員邨巴士站乘搭巴士往來各區。

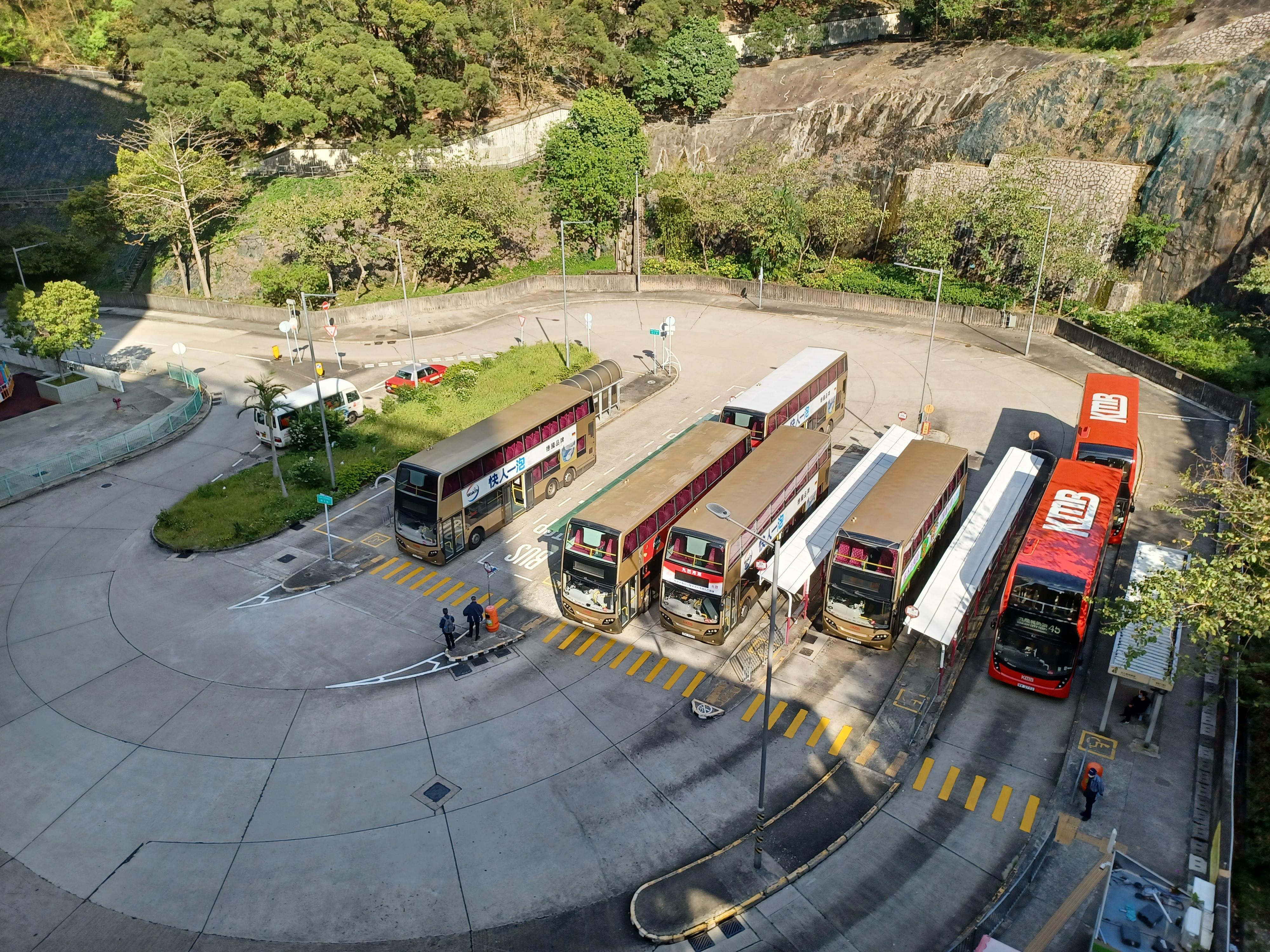
麗瑤巴士總站
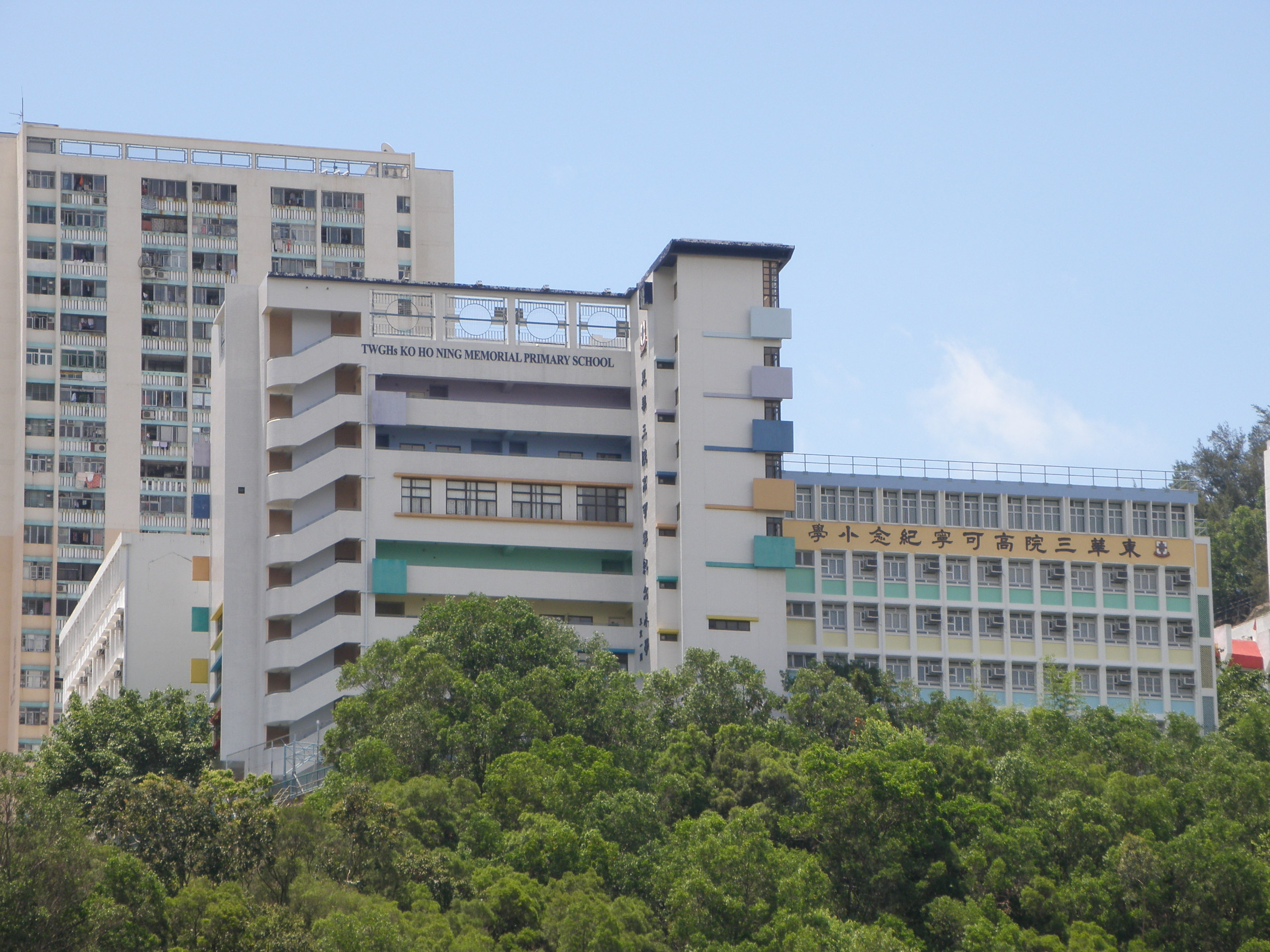
東華三院高可寧紀念小學，左後方為樂瑤樓
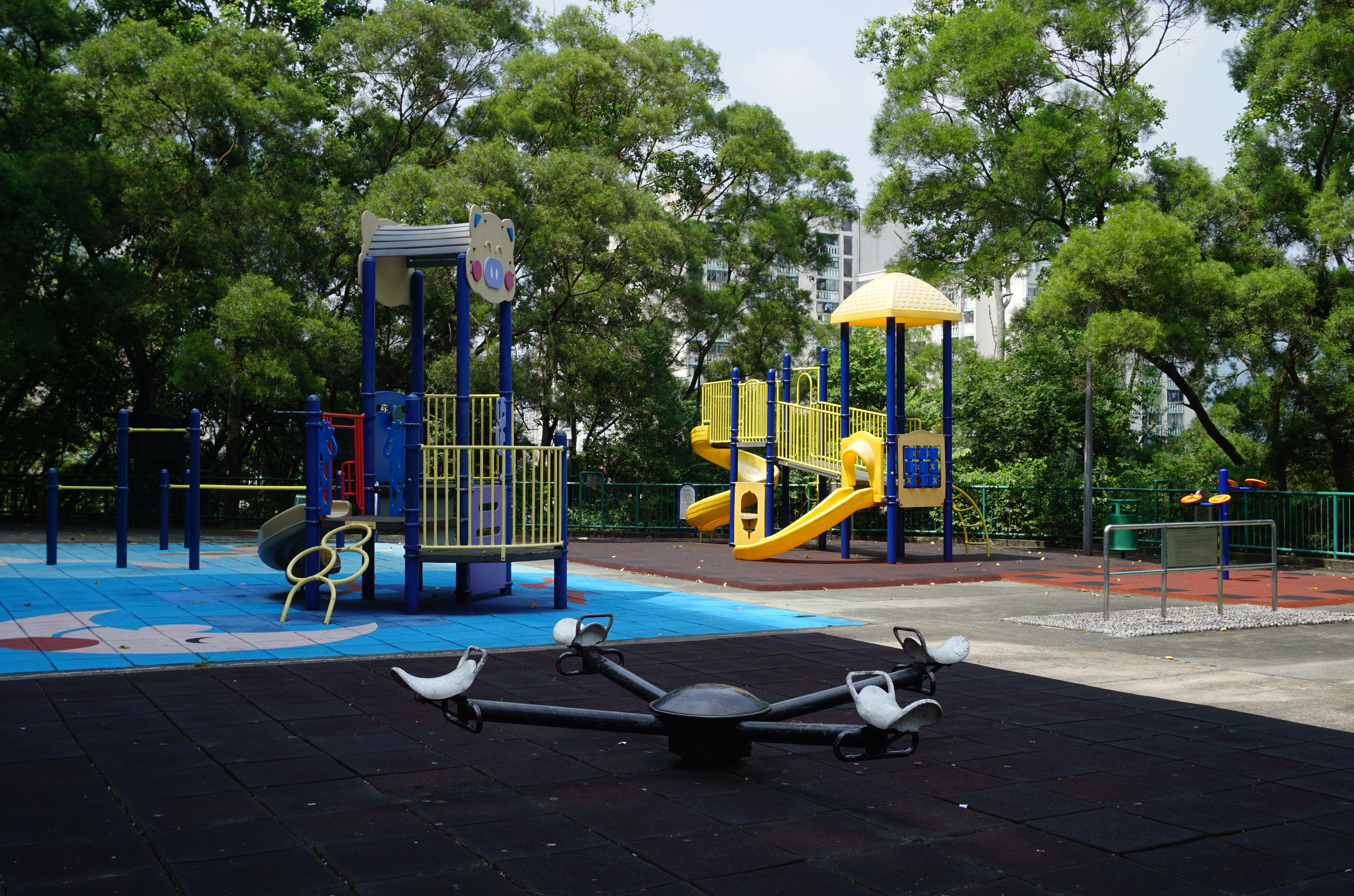
麗瑤邨遊樂場
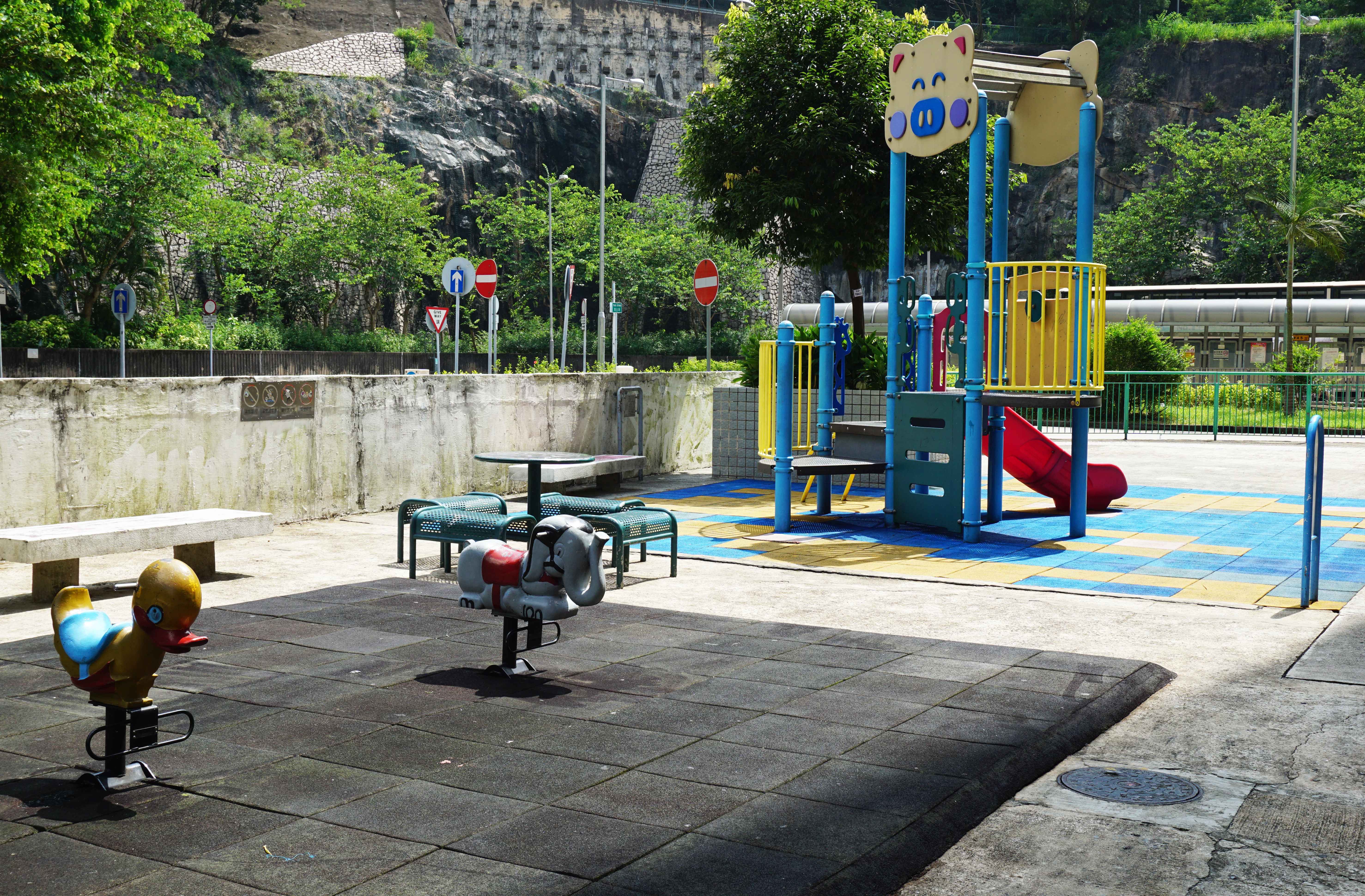
麗瑤邨遊樂場（2）
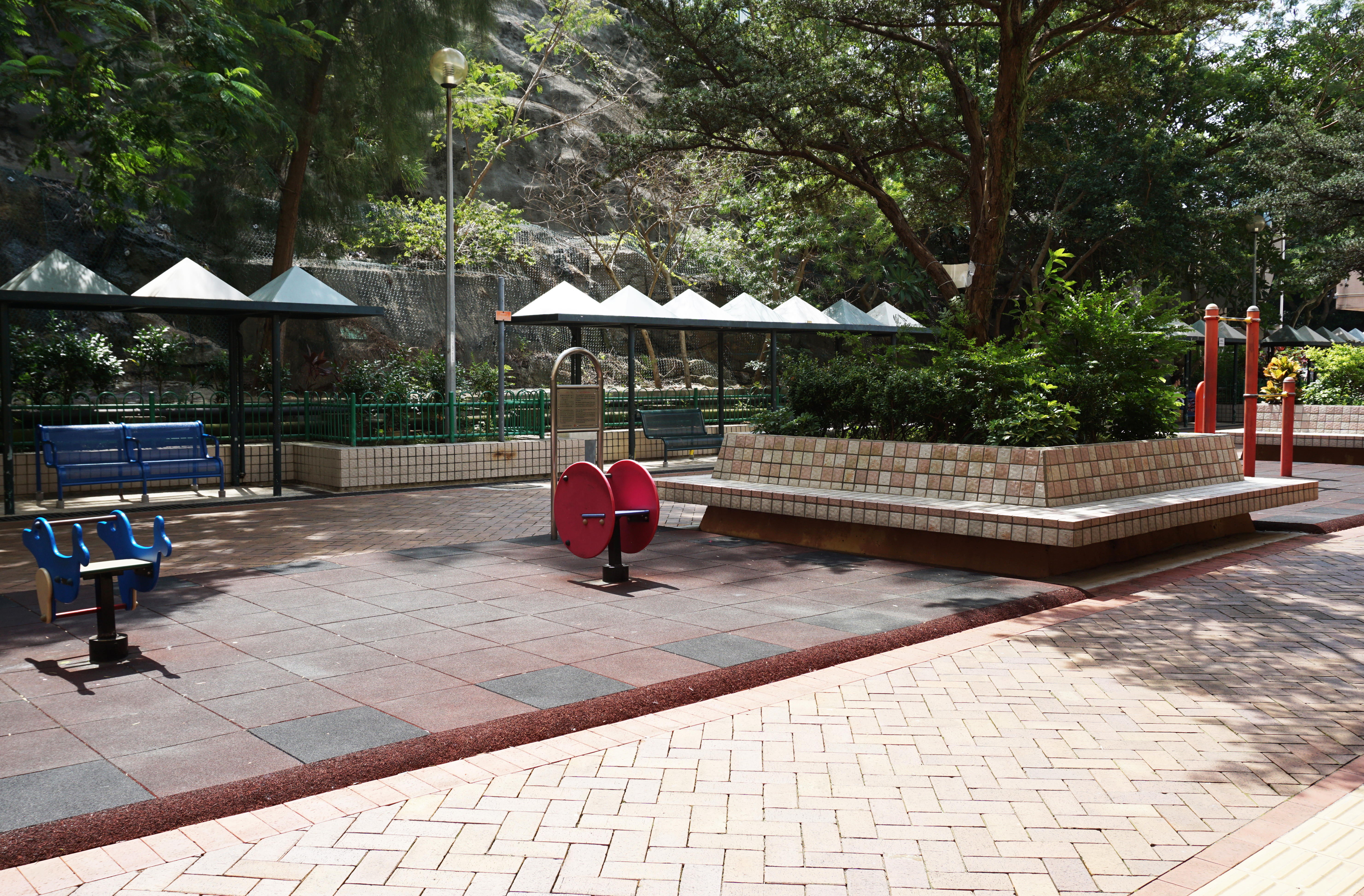
麗瑤邨遊樂場和健身區
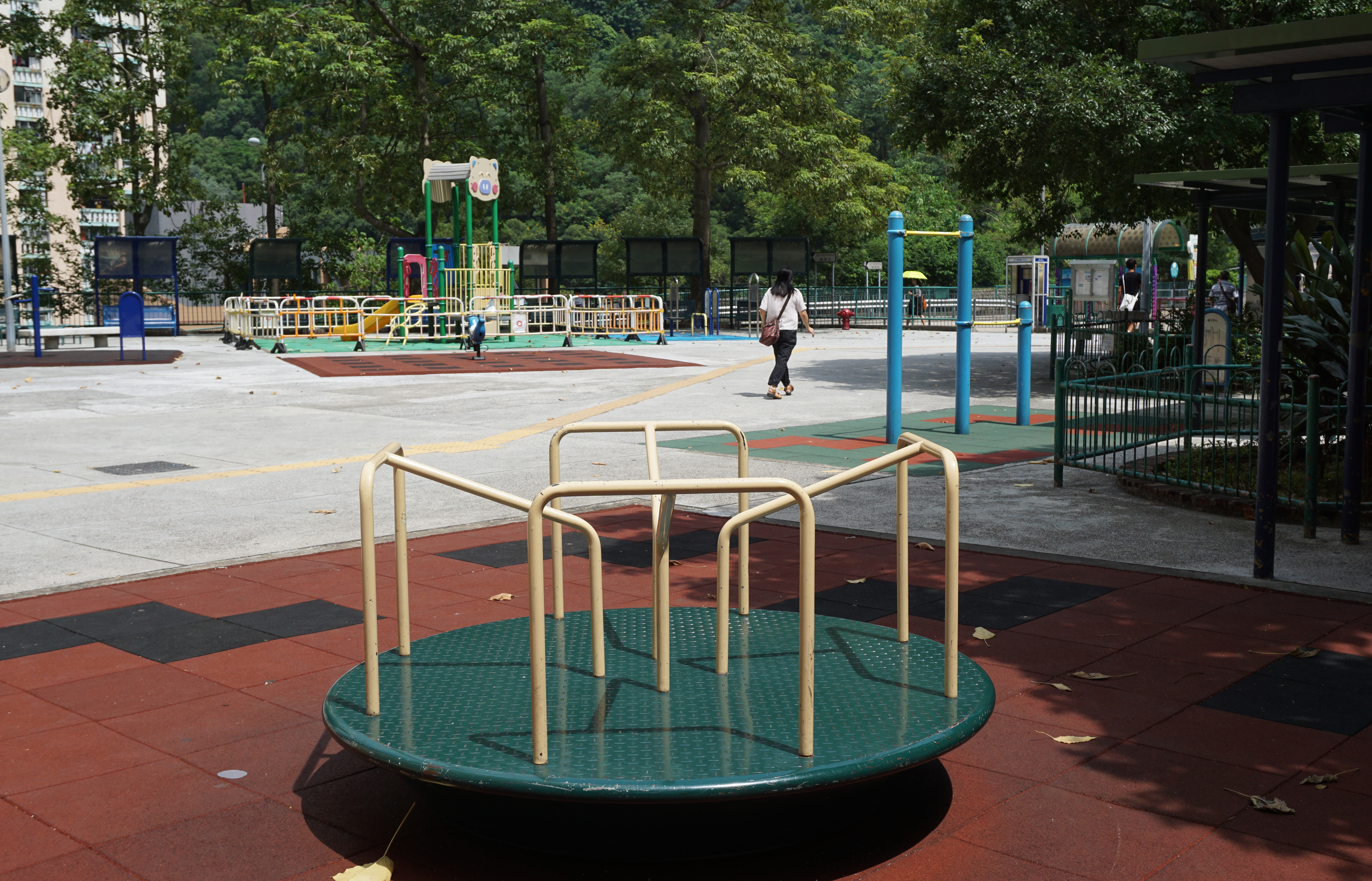
麗瑤邨遊樂場和氹氹轉
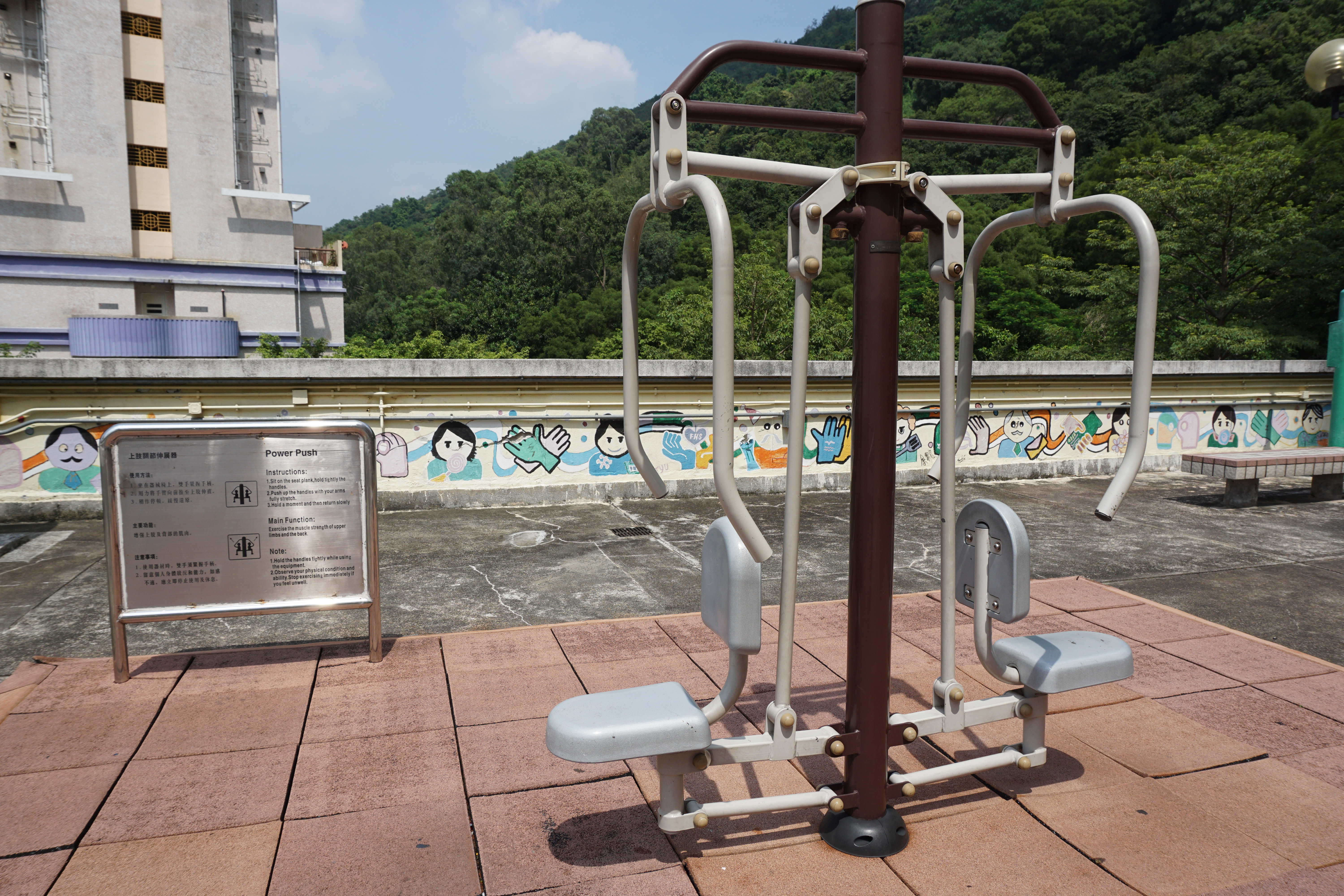
麗瑤邨上肢關節伸展器
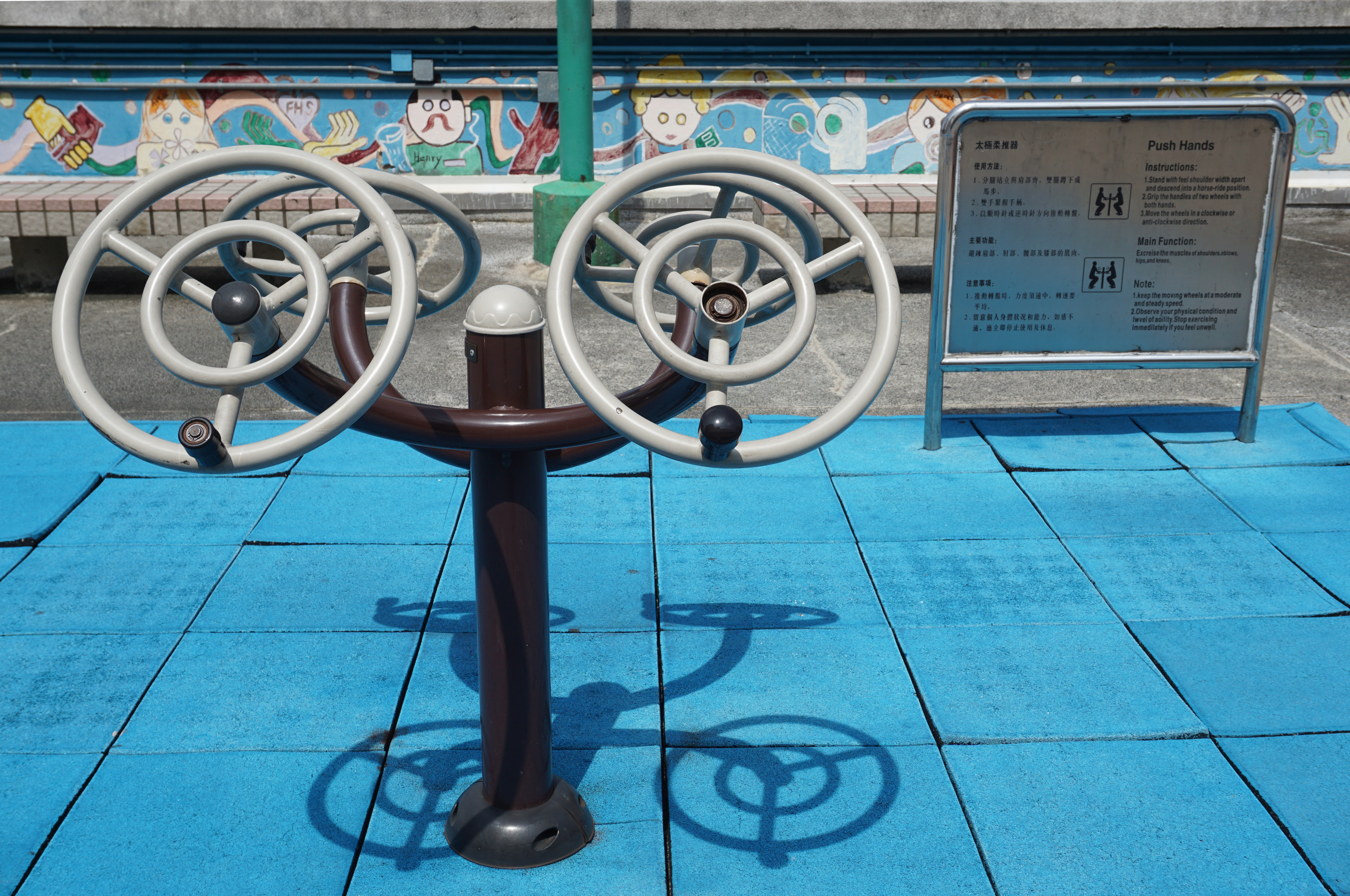
麗瑤邨太極柔推器
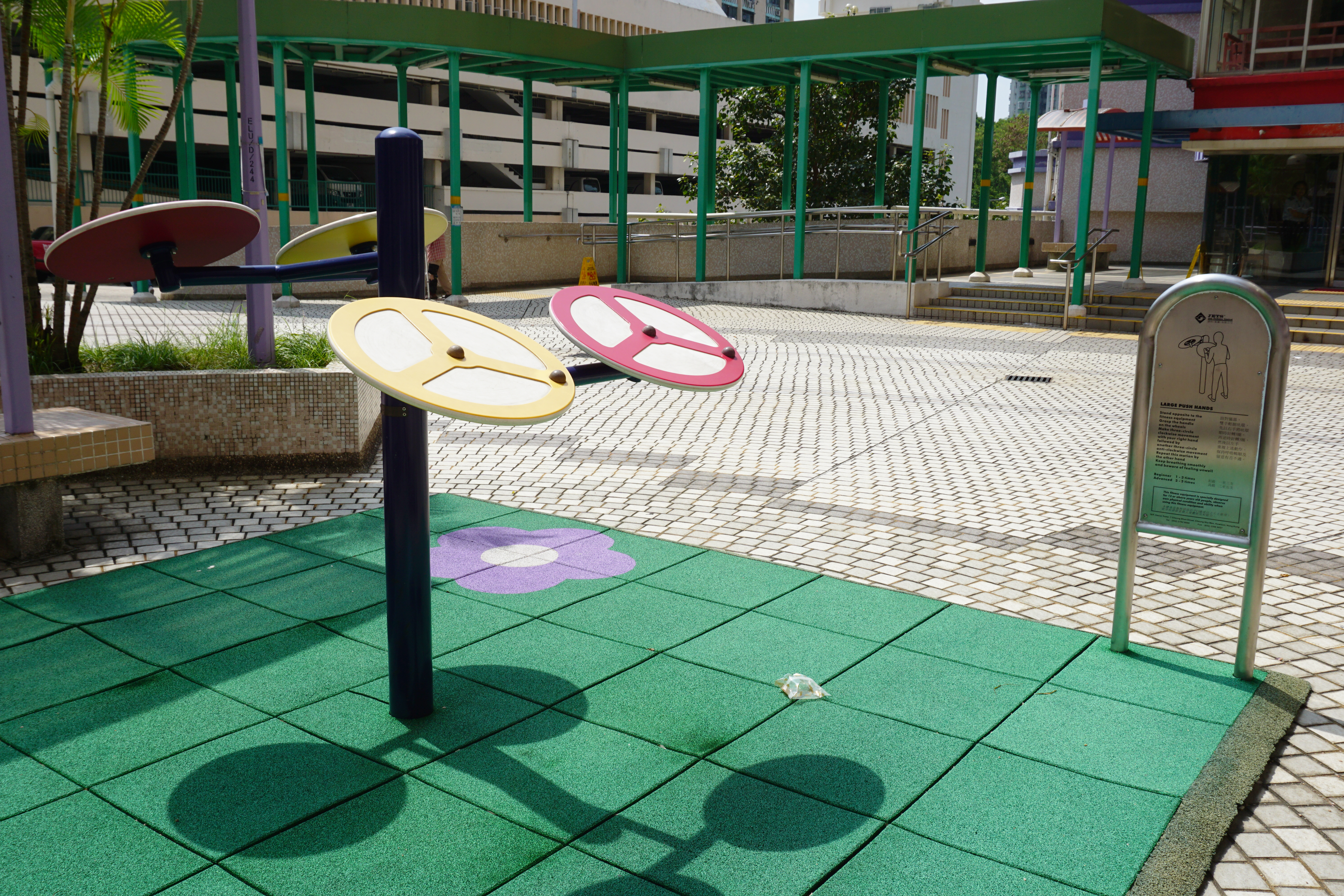
麗瑤邨大型太極柔推器
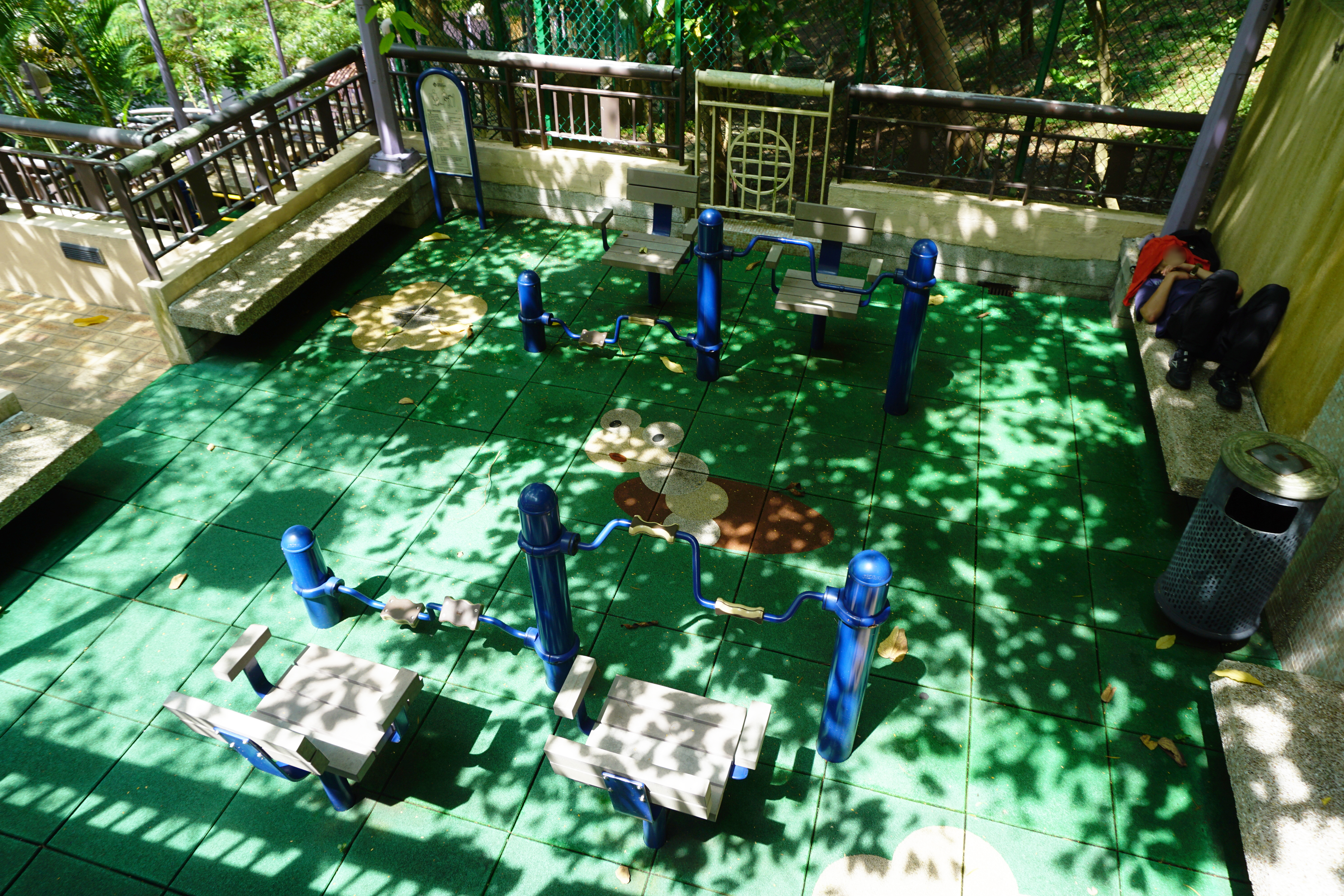
麗瑤邨手腳伸展器
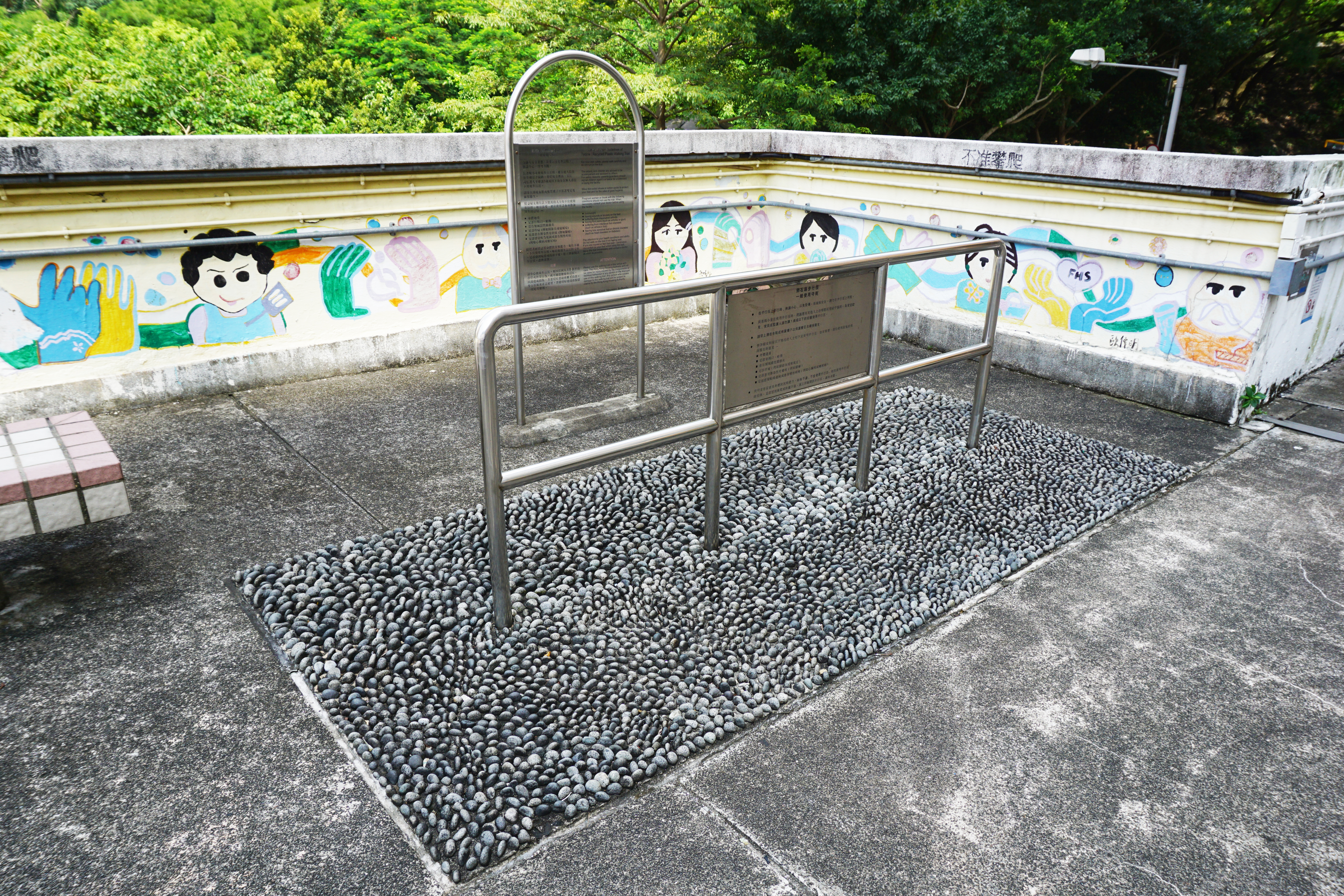
麗瑤邨卵石路步行徑
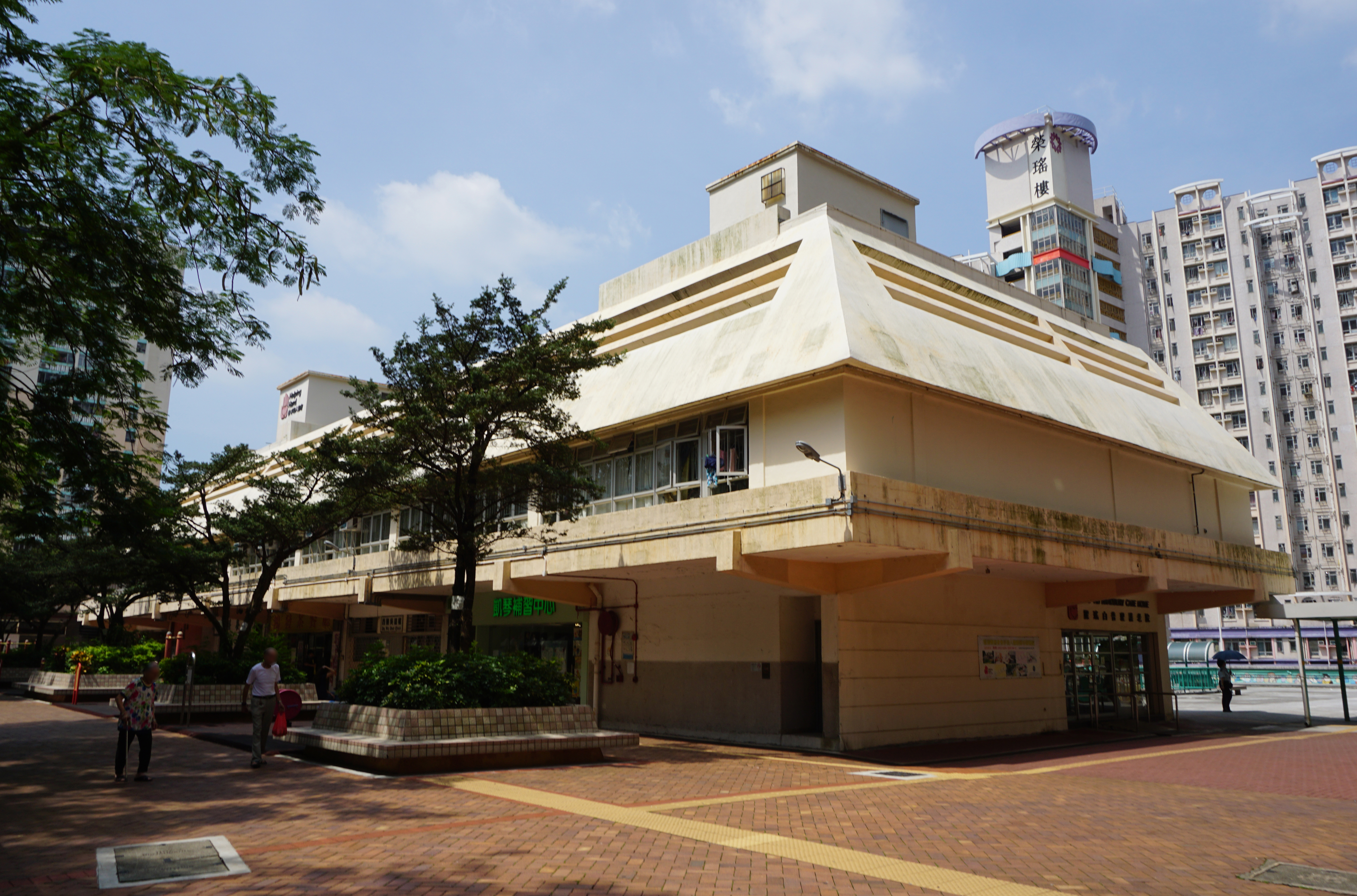
麗瑤商場外貌
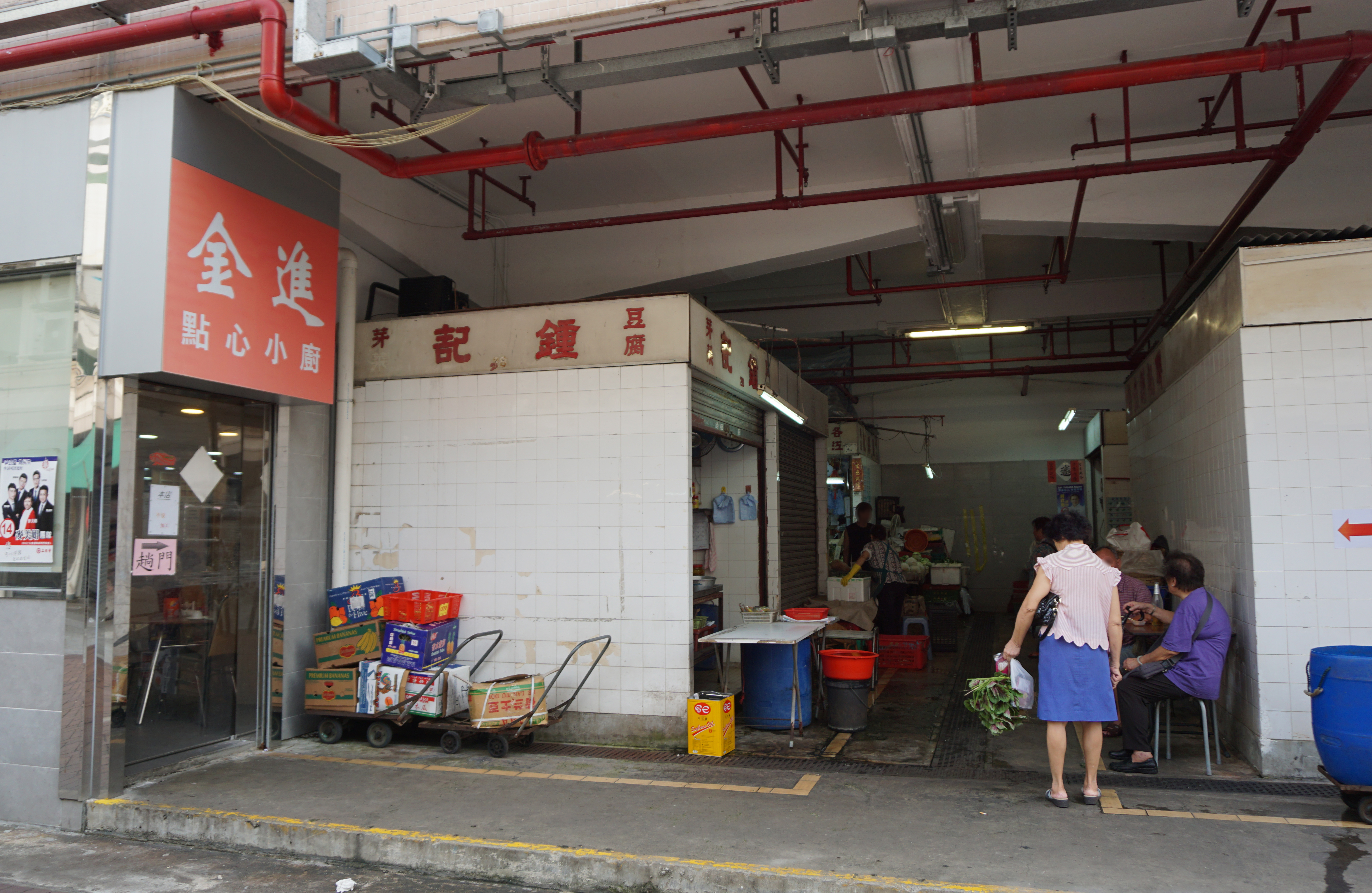
麗瑤街市
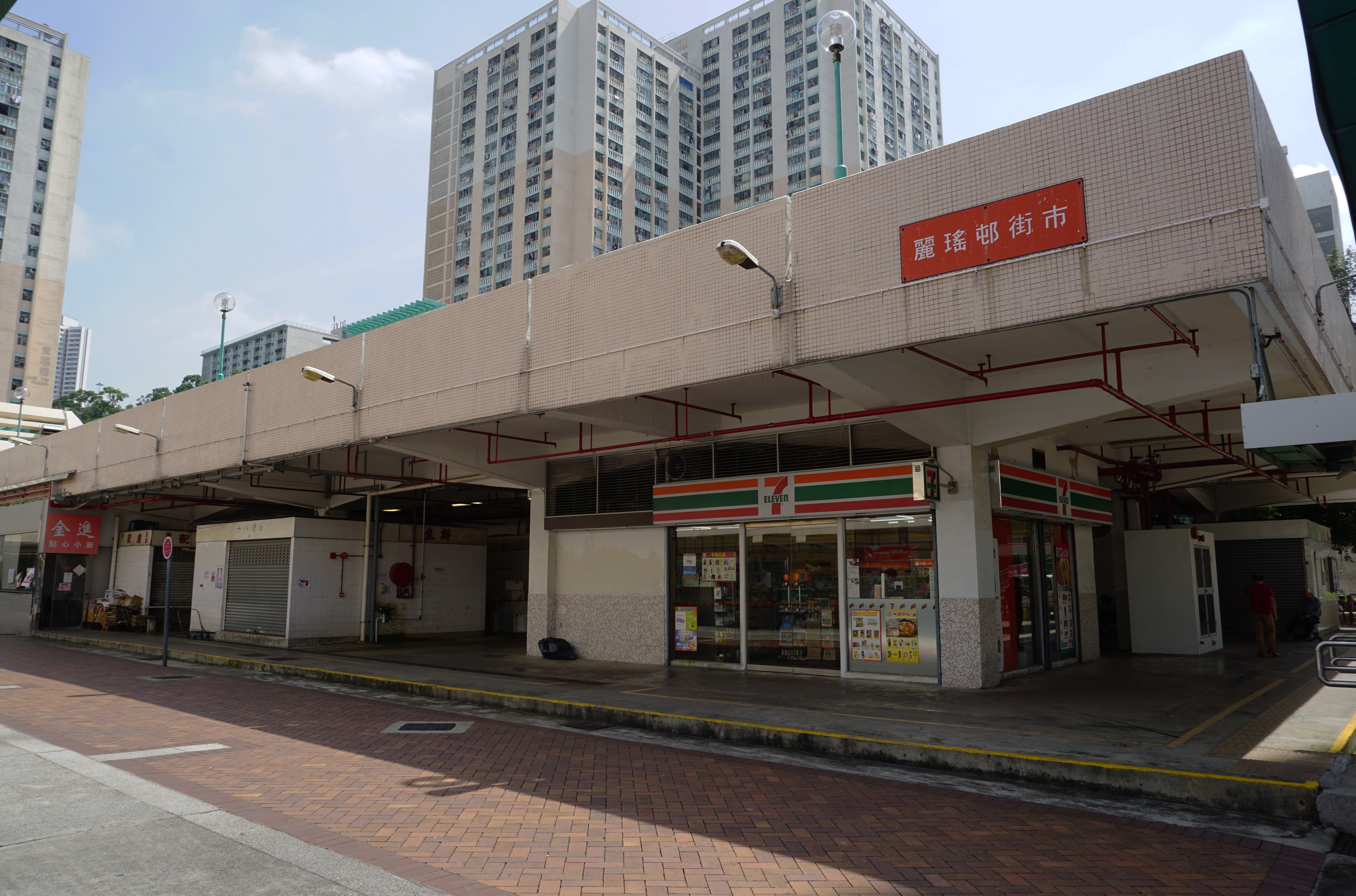
麗瑤街市外觀
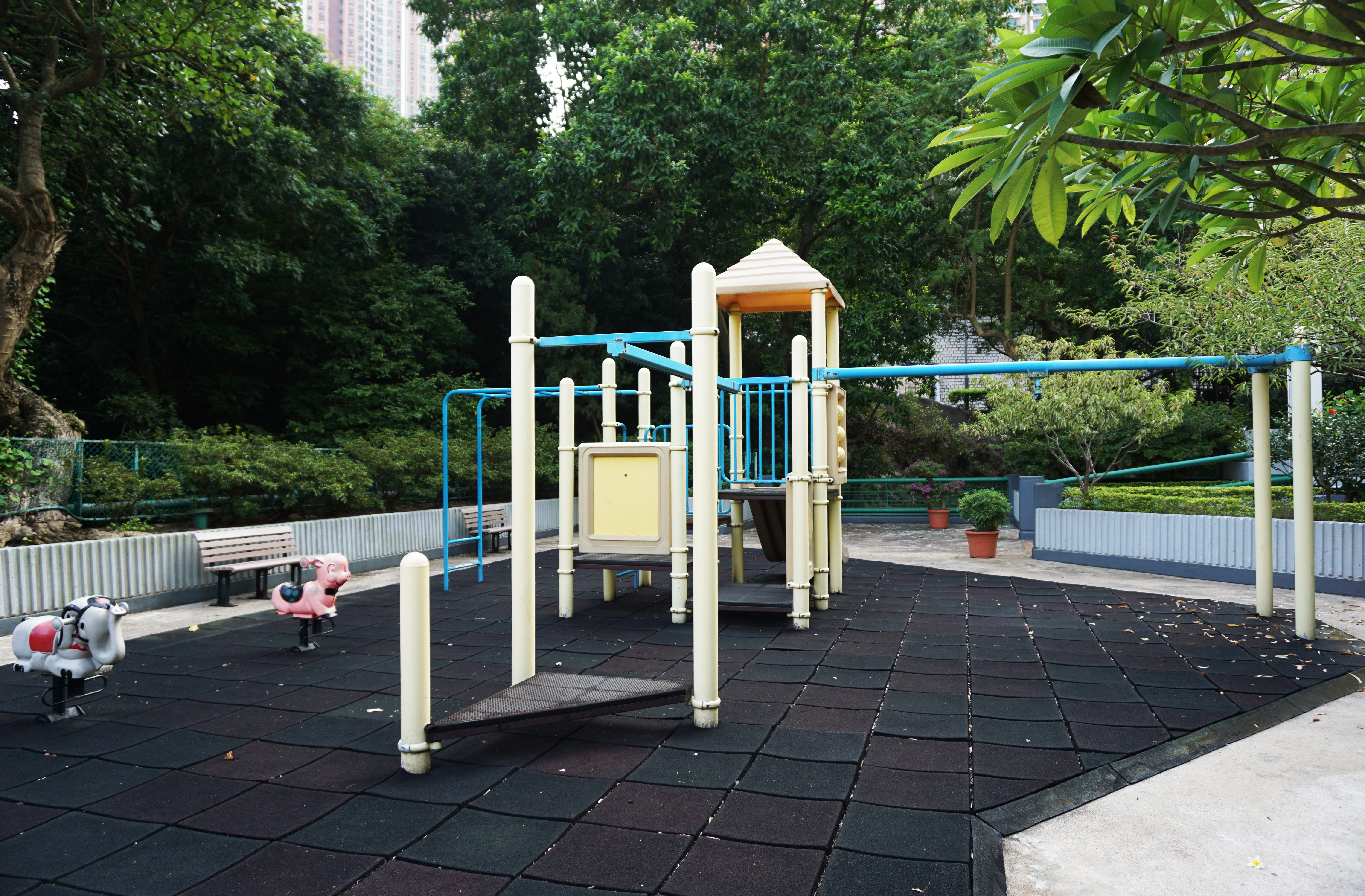
翠瑤苑遊樂場
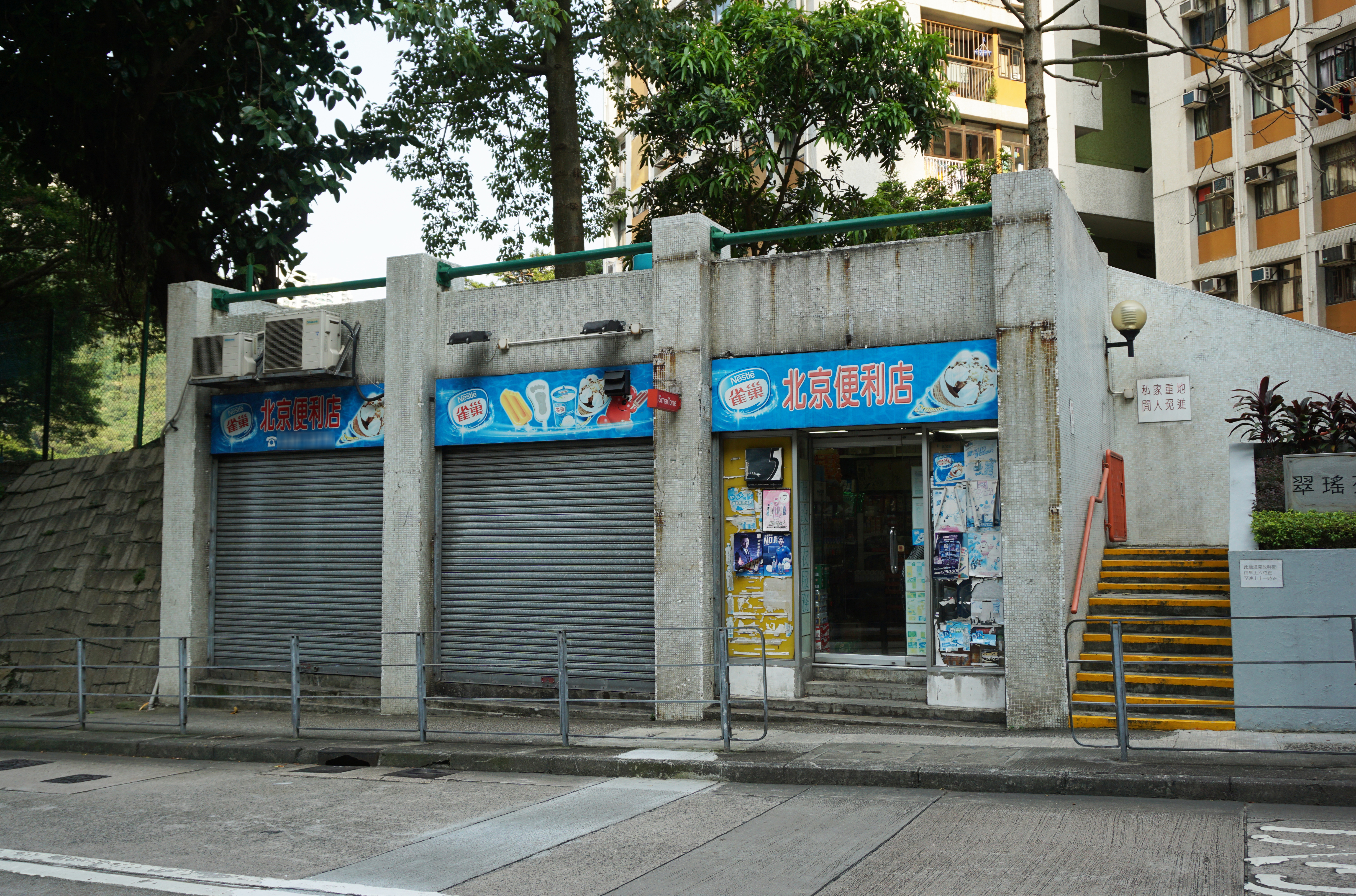
翠瑤苑唯一商店，為一小型士多

## 屋苑資料

### 麗瑤邨
| 樓宇名稱（座數）                  | 樓宇類型                            | 落成年份 | 樓宇層數 （住宅層數）                   | 每層伙數                   | 單位數目（伙） | 建築師               | 承建商                   | 提供升降機的廠商 （更換前） | 提供升降機的廠商 （更換後） | 期數         |
| --------------------------------- | ----------------------------------- | -------- | --------------------------------------- | -------------------------- | -------------- | -------------------- | ------------------------ | --------------------------- | --------------------------- | ------------ |
| 富瑤樓（第1座） （英語：Fu Yiu House）        | 雙塔式                              | 1976年   | 22-24 （高座：2-24樓） （低座：2-22樓） | 34（2-22樓） 17（23-24樓） | 748            | 屋宇建設委員會建築師 | 安利（蕭氏）建築有限公司 | 日立 DB/A2（AC/2）          | 日立 VFI-II（VVVF）         | 2            |
| 貴瑤樓（第2座） （英語：Kwai Yiu House）        | 雙塔式                              | 1977年   | 22-24 （高座：2-24樓） （低座：2-22樓） | 34（2-22樓） 17（23-24樓） | 748            | 屋宇建設委員會建築師 | 安利（蕭氏）建築有限公司 | 日立 DB/A2（AC/2）          | 日立 VFI-II（VVVF）         | 2            |
| 樂瑤樓（第3座） （英語：Lok Yiu House）        | 雙塔式                              | 1977年   | 22-24 （高座：2-24樓） （低座：2-22樓） | 34（2-22樓） 17（23-24樓） | 748            | 屋宇建設委員會建築師 | 安利（蕭氏）建築有限公司 | 日立 DB/A2（AC/2）          | 日立 VFI-II（VVVF）         | 2            |
| 華瑤樓（第4座） （英語：Wah Yiu House）        | 舊長型 （露台相連式）               | 1977年   | 13（12）                                | 21                         | 252            | 屋宇建設委員會建築師 | 安利（蕭氏）建築有限公司 | 日立 DB/A2（AC/2）          | 日立 VFI-II（VVVF）         | 1            |
| 榮瑤樓（第5座／SHB座） （英語：Wing Yiu House） | 小型單位大廈 （和諧式大廈單位設計） | 1999年   | 21（1-20樓）                            | 18-21                      | 436            | 鍾華楠建築師事務所   | 朱祥興建築有限公司       | 日立 VFI（VVVF）            | （不適用）                  | （不設期數） |
| 喜瑤樓（第6座） （英語：Hei Yiu House）        | 非標準設計大廈 （T字型）            | 2023年   | 40（1-39樓）                            | 21                         | 819            | Design 2公司         | 精進建築有限公司         | 通力 MiniSpace（VVVF）      | （不適用）                  | （不設期數） |

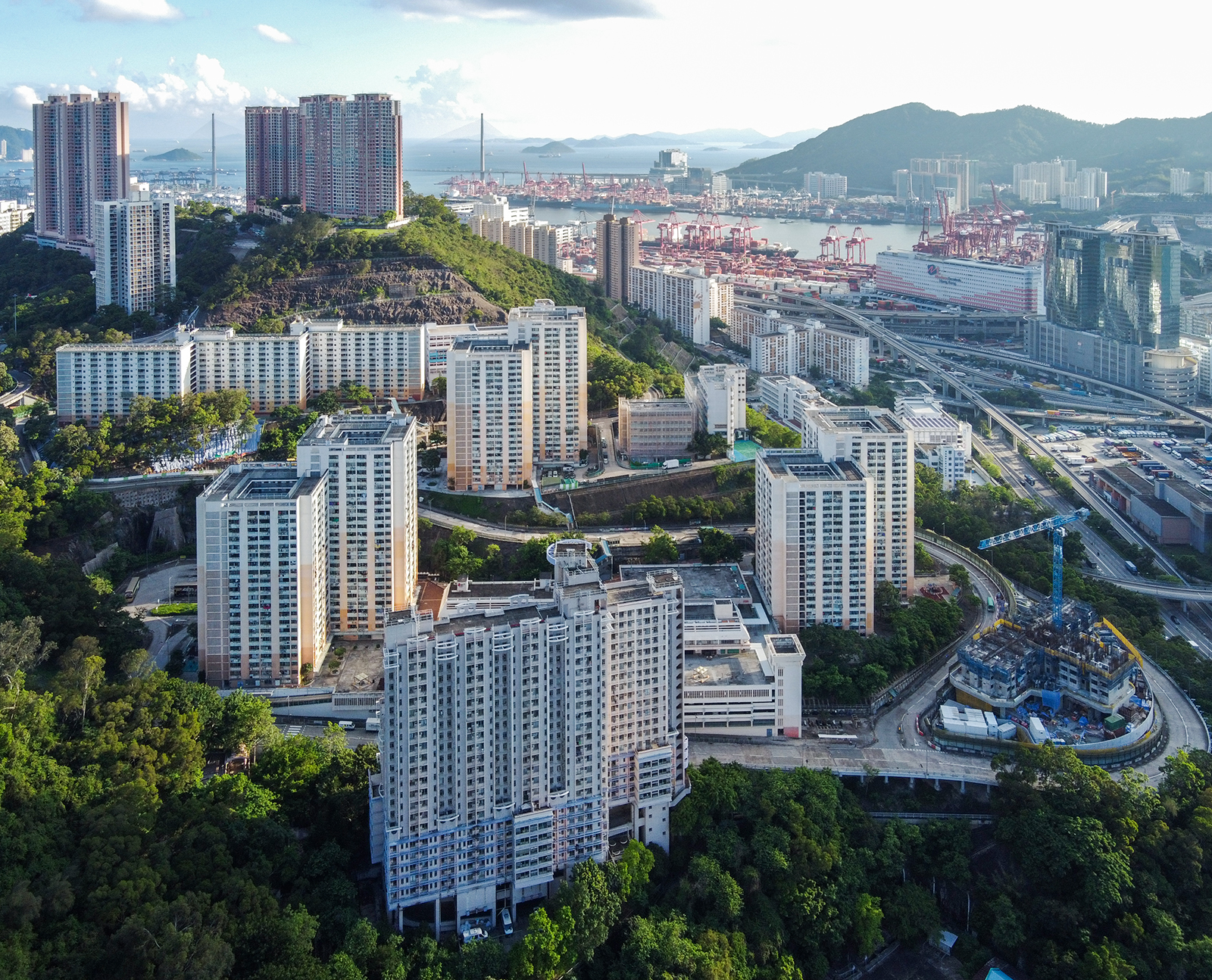
麗瑤邨北面（2021年7月）
麗瑤邨北面（2015年6月）
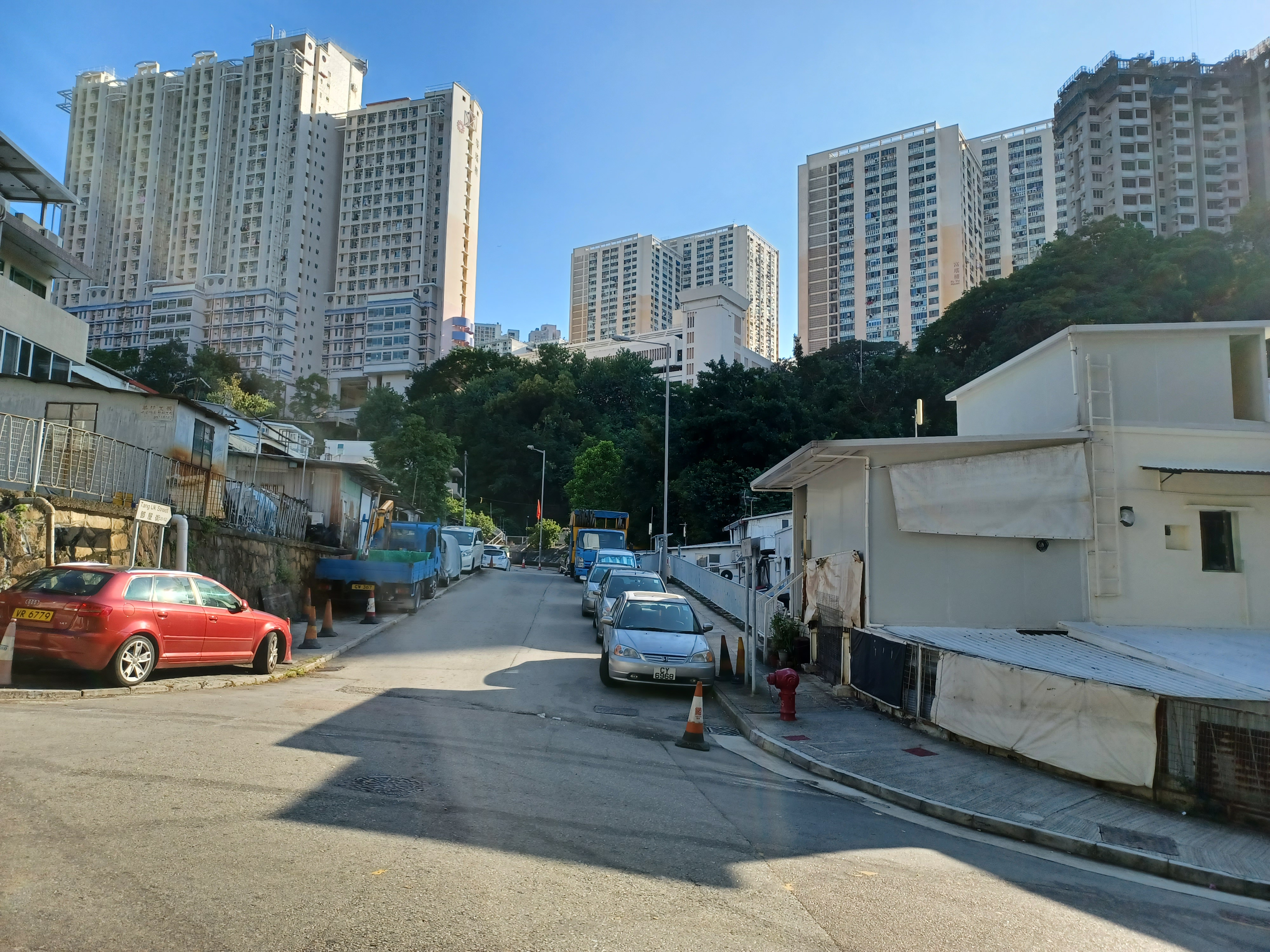
新葵街望向麗瑤邨
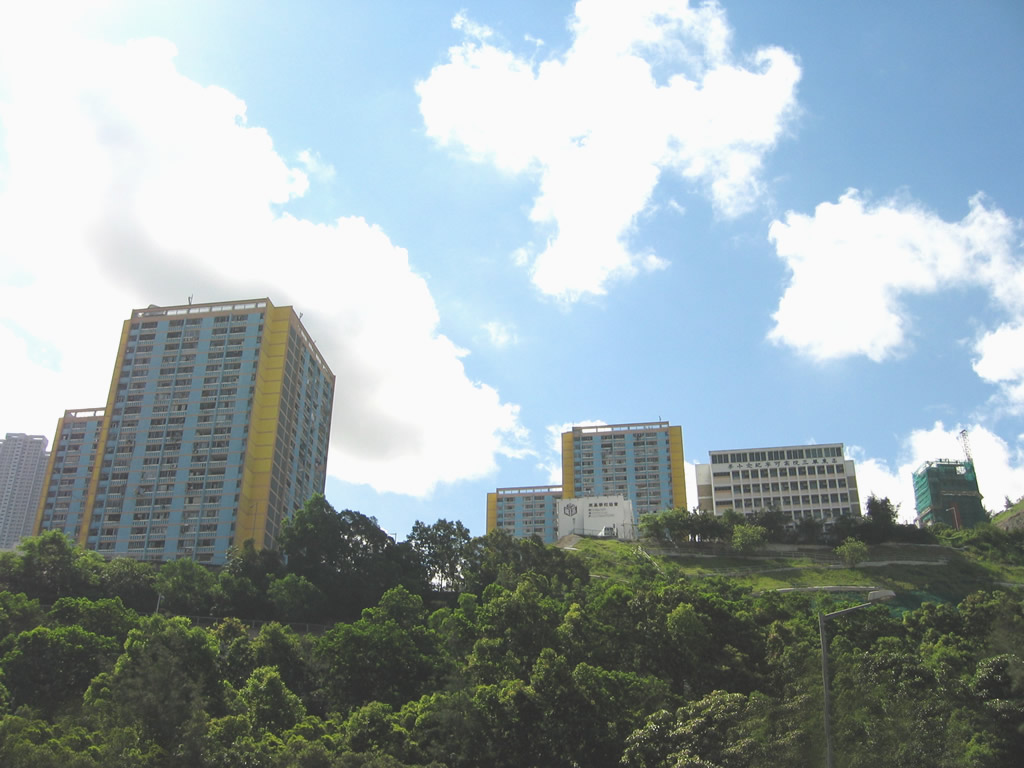
翻油前的麗瑤邨（2009年6月）
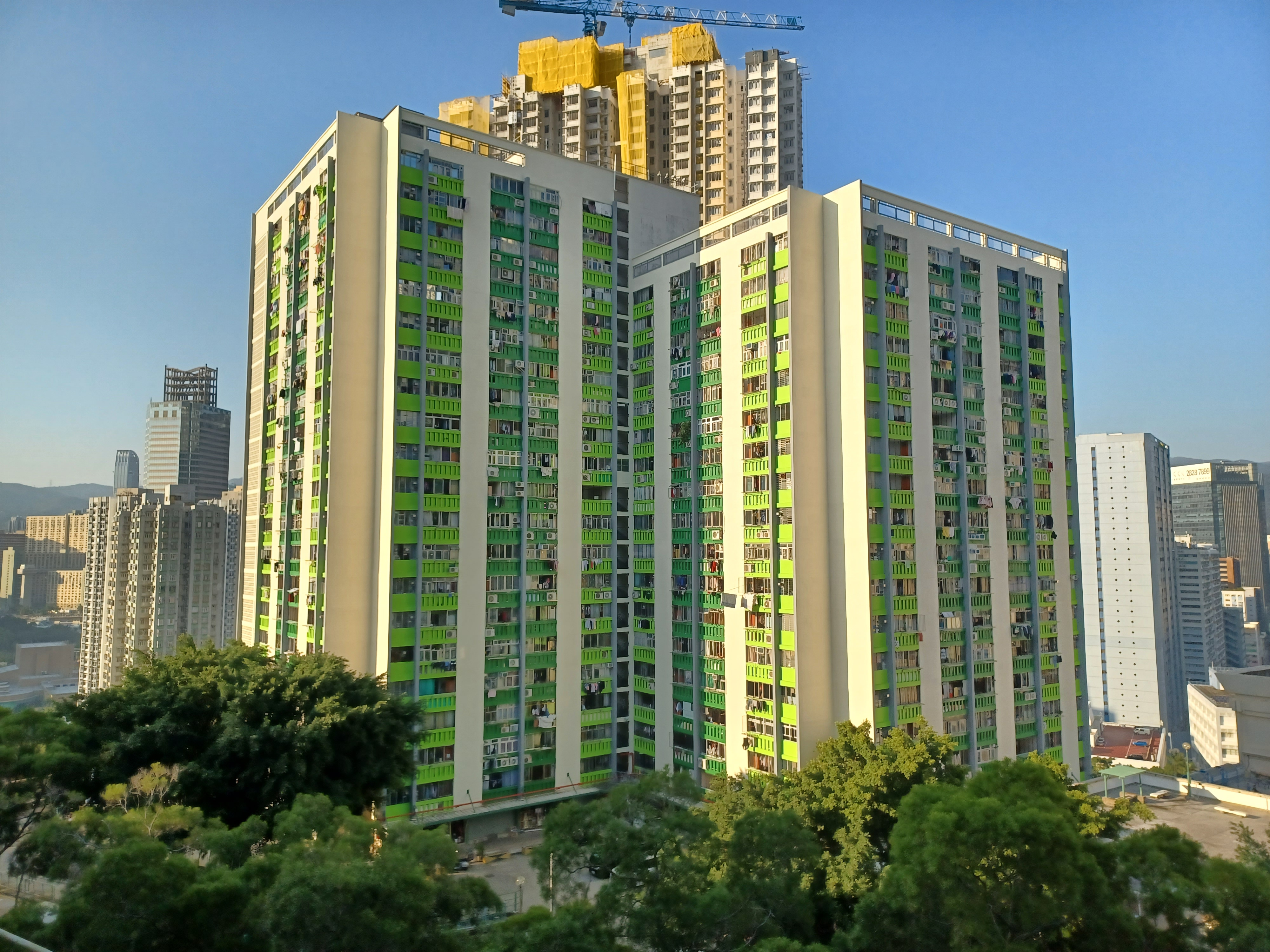
麗瑤邨富瑤樓
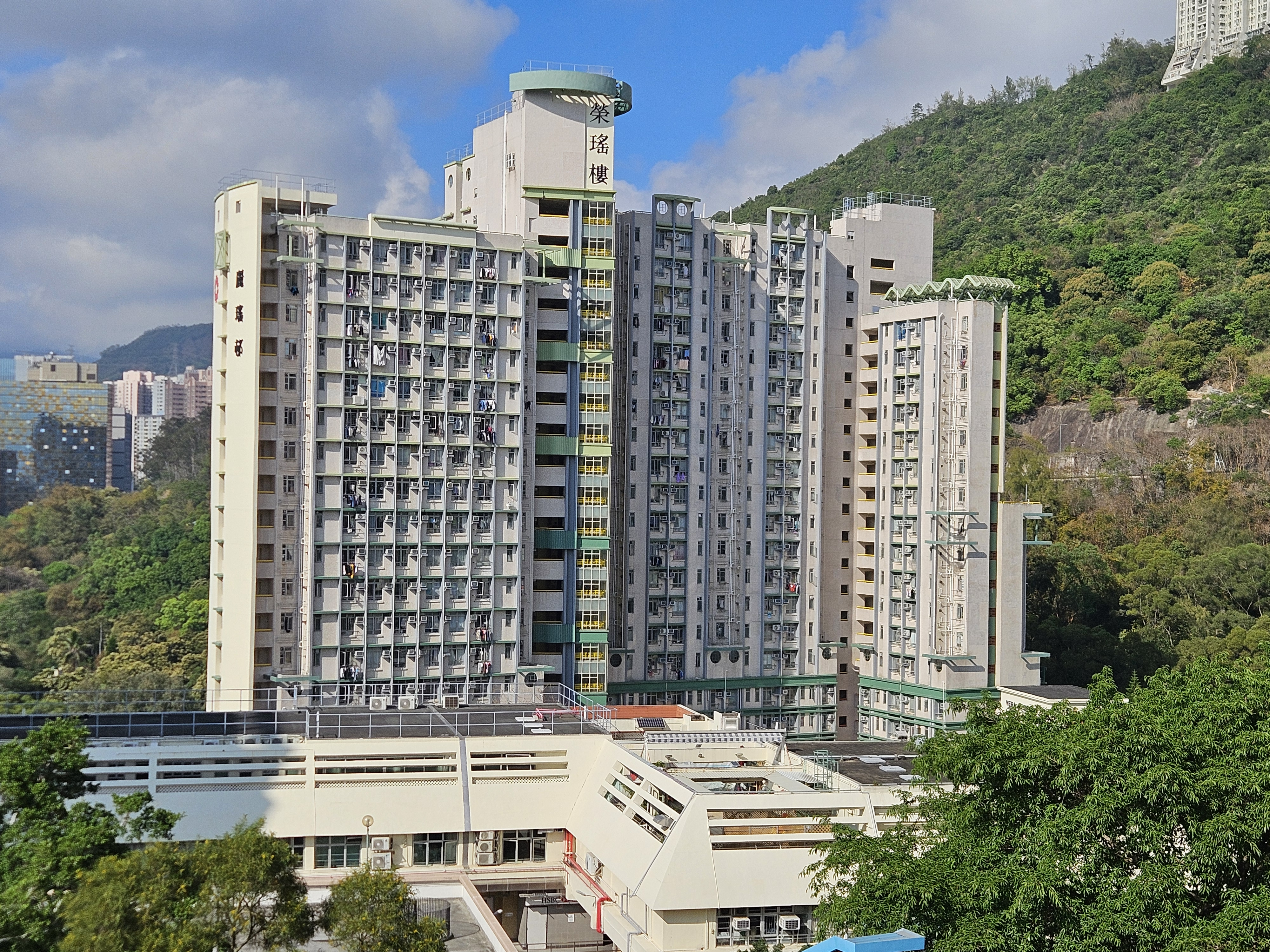
麗瑤邨榮瑤樓
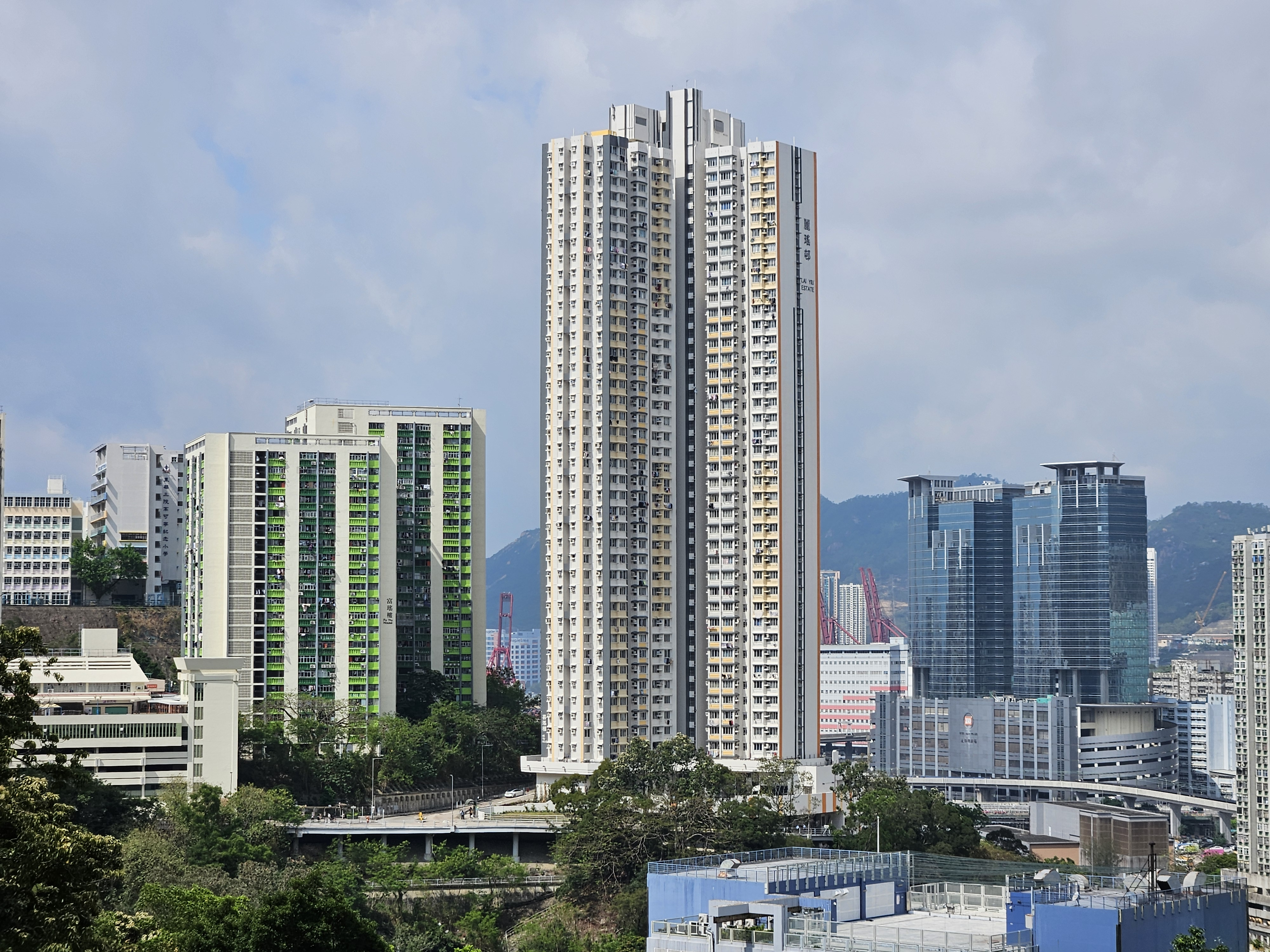
麗瑤邨喜瑤樓

### 翠瑤苑
| 樓宇名稱（座號） | 樓宇類型                                  | 落成年份 | 層數 | 每層伙數 | 單位數目（伙） | 建築師                       | 承建商             | 提供升降機的廠商 | 期數 |
| ---------------- | ----------------------------------------- | -------- | ---- | -------- | -------------- | ---------------------------- | ------------------ | ---------------- | ---- |
| 翠瑤苑（A座）    | 因地制宜非標準型 （錯層式十字型設計大廈） | 1981年   | 25   | 12       | 292            | 巴馬丹拿建築及工程師有限公司 | 朱祥興建築有限公司 | 東芝 CD10（DC）  | 3    |

## 區域分界爭議
葵青區南面以呈祥道為界，一些人視為九龍的地區，如華荔邨、荔欣苑、荔灣花園、華豐園等位於荔園原址的住宅以及九華徑及鐘山臺一帶，都是全屬於新界葵青區。反而位於上述地區以西的清麗苑是屬於九龍深水埗區。
荔景山區居民概念爭議：
由於麗瑤邨（包括由荔景、祖堯及瑪嘉烈醫院一帶），過往未取消電話地區字頭時是跟九龍區的「3」字區域，居民早已根深柢固，在寫地址時常常把荔景、葵芳等寫成九龍荔景、九龍華景山莊、華員邨等並不罕見，但這其實是錯誤的，因為電話公司只是商業機構。最切實的是九龍不可能建有丁屋，但葵青區仍存有丁屋。

## 所屬選區
麗瑤邨在立法會地區直選當中，屬於新界西（LC4）選區範圍之內，而地方行政則為葵青區。與鄰近的華景山莊、海峰花園、華員邨、翠瑤苑以及嘉翠園組成葵青區議會下轄的華麗選區。由民主黨中央常務委員會委員兼司庫、葵青區議會前主席單仲偕擔任當區前任區議員。

### 歷屆議員
| 選區名稱 | 屆別                  | 議員               | 政治聯繫           | 政治聯繫           | 議員           | 政治聯繫       | 政治聯繫       |
| -------- | --------------------- | ------------------ | ------------------ | ------------------ | -------------- | -------------- | -------------- |
| 葵涌南   | 1982年－1985年        | 當時定為單議席選區 | 當時定為單議席選區 | 當時定為單議席選區 | 周森           |                | 革新會         |
| 葵涌南   | 1985年－1988年        | 黃耀聰             |                    | 公屋評議會         | 周森           |                | 革新會         |
| 葵涌南   | 1988年－1991年        | 黃耀聰             |                    | 民 民協            | 周奕希         |                | 民 民協        |
| 葵涌南   | 1991年－1994年        | 黃耀聰             |                    | 港 港同盟          | 定為單議席選區 | 定為單議席選區 | 定為單議席選區 |
| 麗華     | 1994年－1995年        | 黃耀聰             |                    | 民主黨             | 定為單議席選區 | 定為單議席選區 | 定為單議席選區 |
| 麗華     | 1995年4月3日－1999年  | 黃耀聰             |                    | 民主黨             | 定為單議席選區 | 定為單議席選區 | 定為單議席選區 |
| 麗瑤     | 2000年－2003年        | 黃耀聰             |                    | 無黨籍             | 定為單議席選區 | 定為單議席選區 | 定為單議席選區 |
| 麗瑤     | 2004年－2007年        | 黃耀聰             |                    | 無黨籍             | 定為單議席選區 | 定為單議席選區 | 定為單議席選區 |
| 華麗     | 2008年－2011年        | 黃耀聰             |                    | 無黨籍             | 定為單議席選區 | 定為單議席選區 | 定為單議席選區 |
| 華麗     | 2012年－2015年        | 黃耀聰             |                    | 經民聯             | 定為單議席選區 | 定為單議席選區 | 定為單議席選區 |
| 華麗     | 2016年－2019年        | 黃耀聰             |                    | 經民聯             | 定為單議席選區 | 定為單議席選區 | 定為單議席選區 |
| 華麗     | 2020年－2021年5月27日 | 單仲偕             |                    | 民主黨             | 定為單議席選區 | 定為單議席選區 | 定為單議席選區 |
| 華麗     | 2021年5月28日－2023年 | 待補選             | 待補選             | 待補選             | 定為單議席選區 | 定為單議席選區 | 定為單議席選區 |
| 葵涌東   | 2024年－2027年        | 郭芙蓉             |                    | 民建聯             | 周潔瑩         |                | 工聯會         |

## 知名住客
- 程樂蓀：澳門政團「澳門旅港居民僱員聯會」會長，2013年澳門立法會選舉候選人，也曾經參選本邨區議會議席三次。
- 鄭麗[18]：前任香港中西區區議會主席，香港民主派政黨民主黨籍政治人物[19]，前香港中西區區議會衛城選區區議員，註冊社工[20][21]。

## 相關事件

### 2019冠狀病毒病香港疫情
- 2020年12月，房署麗瑤邨一名外判女保安員確診，正在醫院接受治療。該名女保安員一般負責夜班工作，駐守華瑤樓地下大堂的保安櫃檯及保安控制室，她最近一次上班日期為2020年12月21日，同日接獲衞生防護中心通知確診。[26]

### 命案
- 2021年2月25日，一名印尼籍七旬婦人疑趁丈夫熟睡時，用利刀施襲狂斬對方六刀，丈夫送院後證實不治。婦人被警方葵青警區落案控告一項謀殺罪。[27]

## 外部連結
- 房委會物業位置及資料 麗瑤邨（页面存档备份，存于）
- 房委會物業位置及資料 麗瑤邨（页面存档备份，存于）
- 房委會物業位置及資料 翠瑤苑（页面存档备份，存于）

- 荃葵青社區及交通網[永久]